# Claudia Cardinale
Claudia Cardinale, pseudonimo di Claude Joséphine Rose Cardinale (Tunisi, 15 aprile 1938), è un'attrice italiana.
È considerata l'attrice italiana più importante emersa negli anni sessanta, è stata l'unica a conseguire una notorietà internazionale paragonabile a quella di Sophia Loren e Gina Lollobrigida, entrambe facenti parte della precedente generazione di attrici emerse negli anni cinquanta. La stampa internazionale l'ha spesso definita la donna più bella del mondo durante quel decennio.
Durante la sua lunga carriera, iniziata a metà degli anni cinquanta, e proseguita per più di sessant'anni, ha recitato in una vasta gamma di generi cinematografici. Dalla commedia all'italiana agli spaghetti western, dalle pellicole drammatiche a quelle storiche sino a quelle di stampo hollywoodiano, lavorando saltuariamente anche nella musica, in teatro e in televisione. Ha partecipato a più di 150 film, alcuni dei quali considerati delle pietre miliari del cinema d'autore.
La sua «bellezza in pari tempo solare e notturna, delicata e incisiva, enigmatica e inquietante» è stata utilizzata e valorizzata dai maggiori autori e cineasti dell'epoca d'oro del cinema italiano del XX secolo. Si ricordano in particolare le sue interpretazioni per: Mario Monicelli (I soliti ignoti), Luchino Visconti (Il Gattopardo, Vaghe stelle dell'Orsa...), Federico Fellini (8½), Mauro Bolognini (Il bell'Antonio, La viaccia, Senilità, Libera, amore mio!), Valerio Zurlini (La ragazza con la valigia), Luigi Comencini (La ragazza di Bube, La storia), Sergio Leone (C'era una volta il West), Luigi Zampa (Bello, onesto, emigrato Australia sposerebbe compaesana illibata), Luigi Magni (Nell'anno del Signore) e Damiano Damiani (Il giorno della civetta), sul versante straniero è stata diretta da registi di grande spessore artistico come Abel Gance, Blake Edwards, Werner Herzog e Manoel de Oliveira. Nel febbraio del 2011, il quotidiano statunitense Los Angeles Times l'ha nominata tra le 50 donne più belle della storia del cinema di tutti i tempi.
Oltreoceano ha raggiunto un grande successo di pubblico ricevendo numerosi consensi da parte della critica, contribuendo alla diffusione della settima arte e affiancando alcuni degli attori internazionali più acclamati: John Wayne, Sean Connery, William Holden, Henry Fonda, Eli Wallach, Orson Welles, Peter Finch, Anthony Quinn, Jack Palance, David Niven, Laurence Olivier, Burt Lancaster, Jason Robards e molti altri ancora.
Come le altre attrici della sua stessa generazione, ha incarnato un nuovo modello femminile, una donna emancipata, volitiva e battagliera, che vuole essere libera e indipendente, afferma la proprietà di se stessa e aspira a un ruolo paritario nei rapporti affettivi e professionali.
Ha ottenuto molteplici premi e riconoscimenti per le sue interpretazioni: nel 1984 vince il Premio Pasinetti alla miglior attrice alla 42ª Mostra internazionale d'arte cinematografica di Venezia per Claretta, ha inoltre vinto cinque David di Donatello, cinque Nastri d'argento, tre Globi d'oro, un Premio Barocco e una Grolla d'oro alla migliore attrice.
Nel contesto internazionale le è stato conferito per la sua carriera cinematografica, il prestigioso Leone d'oro alla carriera al Festival di Venezia, l'Orso d'oro alla carriera al Festival di Berlino, il Premio Lumière, il Premio Flaiano e numerosi altri premi (tra competitivi e onorari).

## Biografia
(Alberto Moravia)

### Le origini e la giovinezza

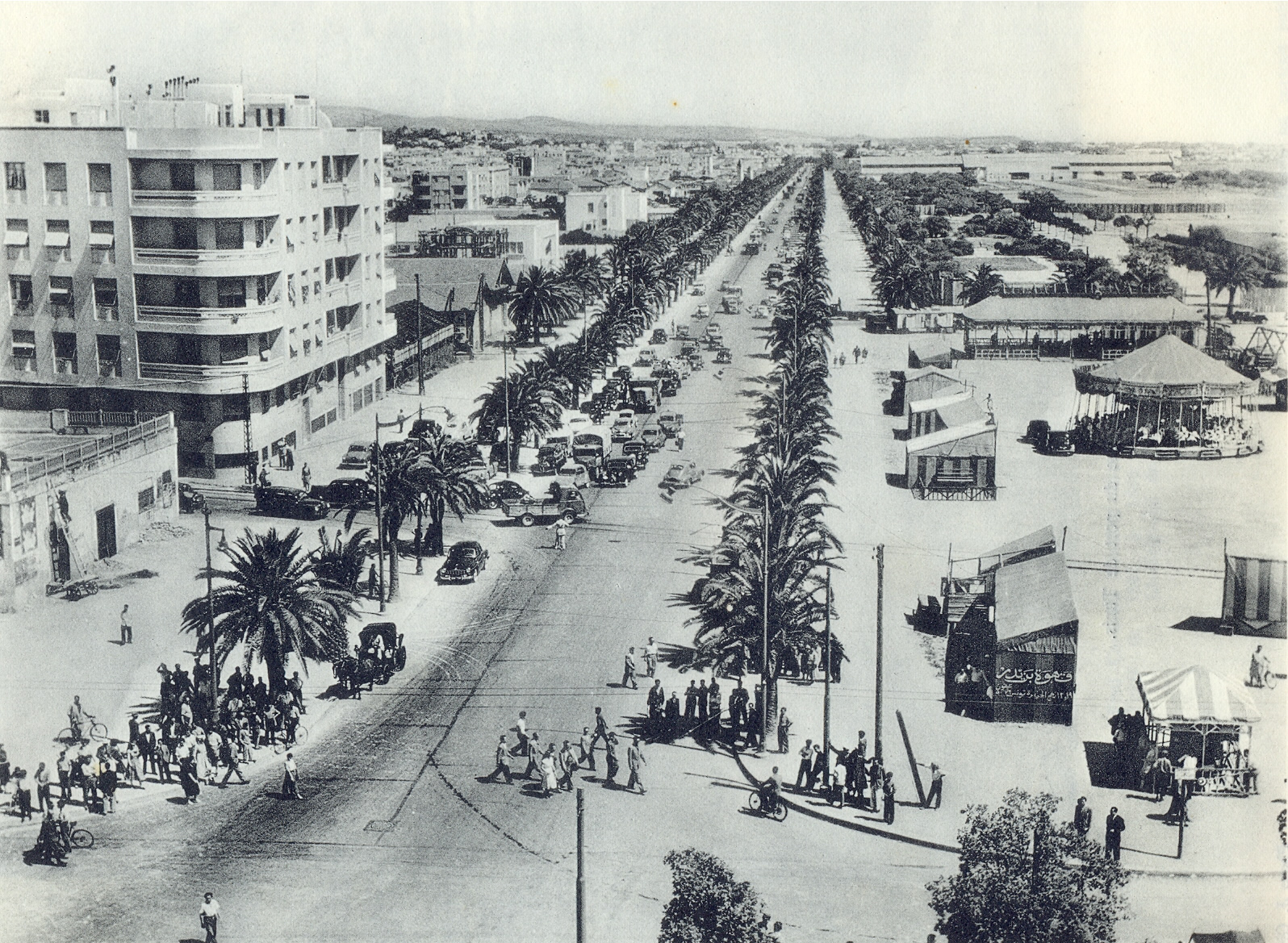
Una veduta del centro di Tunisi nel 1942

Claudia Cardinale all'anagrafe Claude Joséphine Rose Cardinale nacque in Tunisia il 15 aprile del 1938. I suoi genitori, Francesco Cardinale e Yolanda Greco, nacquero entrambi in Africa Settentrionale, nati rispettivamente il 18 novembre 1909 e il 25 giugno 1918, figli di famiglie emigranti dalla Sicilia da tre generazioni (i suoi antenati fuggirono allo scoppio della Prima guerra mondiale). Si sposarono con rito civile il 27 aprile 1937, e l'anno successivo dalla loro unione nacque Claudia, in uno dei tre edifici conosciuti come il Foyer du Combattant, nei pressi della Ferrovia Tunisi-La Goletta-La Marsa. Era la primogenita in famiglia, dopo di lei infatti nacque sua sorella Blanche. Aveva inoltre due fratelli maschi di nome Bruno e Adriano (quest'ultimo lavorerà in seguito come operatore cinematografico). Già da piccola rivelò un carattere tenace, ambizioso e determinato e non incline ai compromessi. Per via della guerra in atto e per i bombardamenti del 1942, la famiglia Cardinale si trasferì più volte tra Tunisi e La Goulette, cambiando costantemente domicilio.
La madre Yolanda, nata a Tripoli, in quel tempo Tripolitania italiana, era originaria di Trapani; con la propria famiglia, la madre, il padre, le tre sorelle Maria, Dina e Rita, e i due fratelli Saverio e Andrea, si trasferì a La Goletta, dove si era stabilita una numerosa comunità di italiani. I nonni paterni, che possedevano una piccola impresa di costruzioni navali, erano nativi di Isola delle Femmine in provincia di Palermo, trasferitisi poi in Tunisia quando era un protettorato francese. Pur essendo stati entrambi i genitori educati in scuole francesi, il radicamento nella terra d'origine era tale che il padre, ingegnere tecnico delle compagnie ferroviarie dello stato (Société Nationale des Chemins de Fer Tunisiens), scelse di mantenere la nazionalità italiana invece di prendere quella francese, che avrebbe facilitato la vita della loro famiglia, soprattutto durante gli anni della seconda guerra mondiale, quando l'alleanza dell'Italia fascista con la Germania nazista fece emergere un certo antitalianismo. Proprio per rispetto della scelta del padre, quando la Cardinale nella maturità si è stabilita in Francia ha preferito rimanere a sua volta italiana. Agli inizi degli anni cinquanta ha vissuto per qualche tempo dai parenti a Trapani.
Le sue lingue native sono l'arabo tunisino, il francese e il siciliano, appreso dai suoi genitori. Fino all'età di sedici anni non parlava bene l'italiano. Cominciò a impararlo meglio quando si avviò la sua carriera di attrice. Claudia Cardinale fu istruita, insieme alla sorella Blanche, minore di un anno, nella scuola di suore di Saint-Joseph-de-l'Apparition a Cartagine, ma la sua irrequietezza le costò continue punizioni. In seguito studiò alla scuola Paul Cambon, dove ottenne il diploma con la prospettiva di diventare maestra. Era un'adolescente controversa, silenziosa, bizzarra e selvaggia; come molte ragazze della sua generazione era affascinata da Brigitte Bardot, esplosa nel 1956 con il film E Dio creò la donna di Roger Vadim.
Il suo primo contatto con il mondo del cinema è stata la partecipazione, insieme alle compagne di scuola, a un cortometraggio del 1956 del controverso regista francese René Vautier dal titolo Les Anneaux d'or, sul tema dell'indipendenza economica e sociale del paese, presentato poi con successo al Festival di Berlino, dove vinse l'Orso d'argento. Fu sufficiente l'unico primo piano di quel film per farla diventare una celebrità locale ed essere richiesta dal regista Jacques Baratier per girare la pellicola I giorni dell'amore, nominata per la Palma d'Oro, con protagonista l'attore egiziano Omar Sharif - che viene considerata la sua prima vera prova d'attrice - una proposta che accettò con riluttanza, recitando in un ruolo di secondo piano (per il ruolo della protagonista la produzione voleva un'attrice di nazionalità tunisina).
La svolta determinante arrivò nel 1957, durante la Settimana del cinema italiano a Tunisi organizzata dall'Unitalia-Film, quando vinse in modo del tutto involontario e inconsapevole il concorso di bellezza per la «più bella italiana di Tunisia», tenutosi a Gammarth, che le valse in premio un viaggio a Venezia durante la Mostra internazionale d'arte cinematografica. Sulla spiaggia del Lido l'affascinante diciottenne non passò inosservata agli occhi dei molti registi e produttori cinematografici presenti.

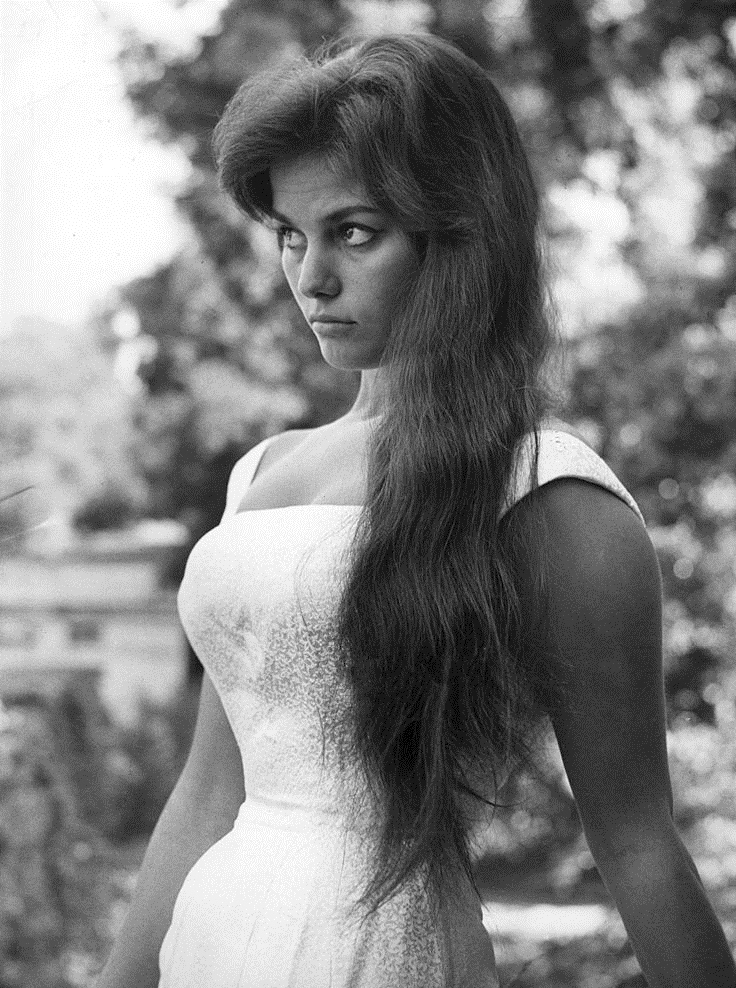
Una giovane Claudia Cardinale nel 1957

A seguito di un provino realizzato per giudicarne il talento, accettò l'offerta da parte di Salvatore Argento e Lidio Bozzini di frequentare il Centro sperimentale di cinematografia di Roma (sua maestra di dizione fu Tina Lattanzi), ma fu un'esperienza breve e insoddisfacente, che mise in evidenza una scarsa attitudine al mestiere di attrice, acuita dalle difficoltà con la lingua italiana, malgrado una straordinaria fotogenia e il conseguimento di una borsa di studio, abbandonò gli studi dopo un solo trimestre e decise di ritornare a casa, guadagnandosi il servizio di copertina del settimanale popolare Epoca per questa sua scelta inaspettata di rifiutare l'avventura del cinema.
Tornata in Tunisia fece l'inaspettata scoperta di essere incinta, frutto di quella che più tardi avrebbe definito una «relazione terribile»  costituita da ripetute violenze, da parte di uomo più grande di lei di dieci anni e di cui non rivelerà mai l'identità. Per fronteggiare ai suoi problemi decise di accettare l'aiuto da parte di Franco Cristaldi, Presidente Internazionale dei Produttori e fondatore della Vides cinematografica, che le offrì un rigido contratto "all'americana", di cui diventò rapidamente una delle attrici di punta. Tormentata da pensieri suicidi, cadde in uno stato depressivo e, sentendo di non poter più nascondere la sua condizione, chiese di poter rescindere il suo contratto. Cristaldi che, comprendendo la situazione, volle preservare la sua segretezza, organizzò dettagliatamente il parto e la mandò in Inghilterra, lontano dalla stampa italiana, perché a suo dire, avrebbe compromesso la sua carriera in ascesa. Per sette anni l'attrice riuscì a tenere nascosto il suo segreto non solo al pubblico, ma anche al figlio Patrick, che venne cresciuto in famiglia come un fratello minore, fino al giorno in cui decise di raccontare tutto al giornalista Enzo Biagi, in una lunga intervista pubblicata in prima pagina sulla rivista Oggi e sul settimanale L'Europeo.

### Gli inizi in Italia

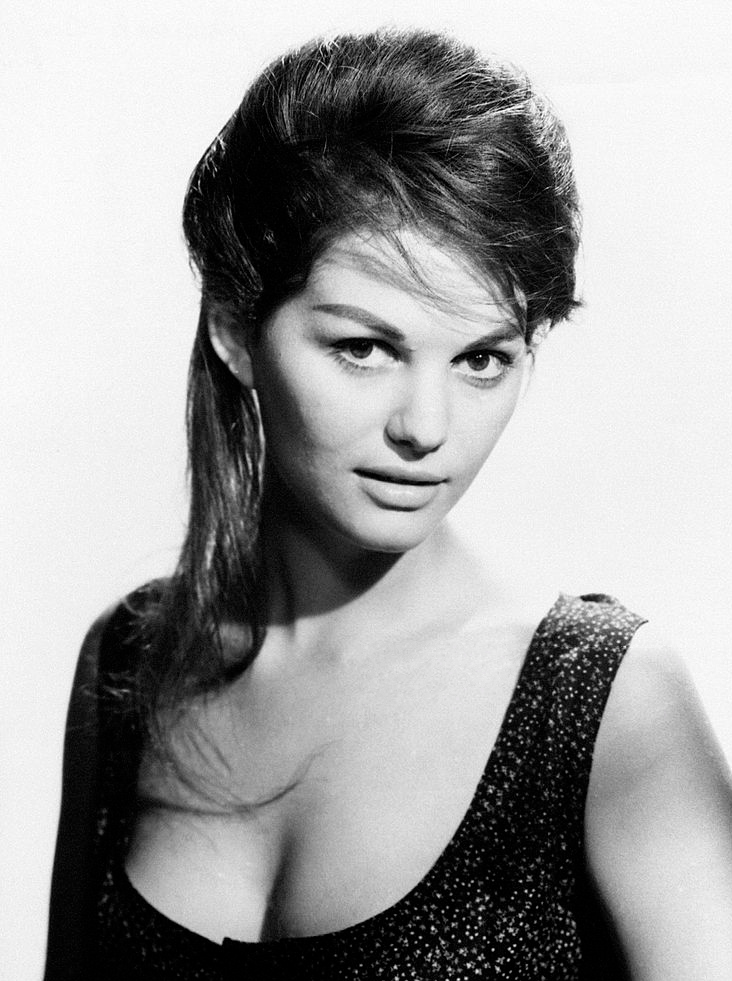
Claudia Cardinale in un'immagine del 1960

Il suo primo film italiano è I soliti ignoti (1958) di Mario Monicelli, protagonista insieme a Totò, Vittorio Gassman, Marcello Mastroianni, Memmo Carotenuto, Renato Salvatori e Tiberio Murgia, nel quale interpretava il ruolo di Carmelina Nicosia, una giovane ragazza segregata in casa dal fratello: il primo di tanti ruoli di donna siciliana, a cui il suo aspetto mediterraneo (adatto a essere tanto aristocratico, quanto contadino) sembrava destinarla. 
Il film fu un trionfo al botteghino e venne elogiato dalla critica (ottenne una candidatura come miglior film in lingua straniera ai Premi Oscar) e la Cardinale diventò immediatamente riconoscibile, addirittura già presentata da alcuni giornali come «la fidanzata d'Italia».
La grande risonanza ricavata da questa esperienza procurò a Claudia dei piccoli lavori in televisione e pubblicità sui giornali. Seguirono altri due film, 3 straniere a Roma (1958) di Claudio Gora e La prima notte (1959) di Alberto Cavalcanti.
Fu poi scritturata per Il magistrato (1959), dove si confrontò anche con attori spagnoli come José Suárez: il film, diretto da Luigi Zampa, tratta temi delicati come corruzione, povertà sociale, omertà e ricatti. Prese parte anche alla commedia di produzione inglese Su e giù per le scale (1959) di Ralph Thomas, con protagonista Michael Craig.

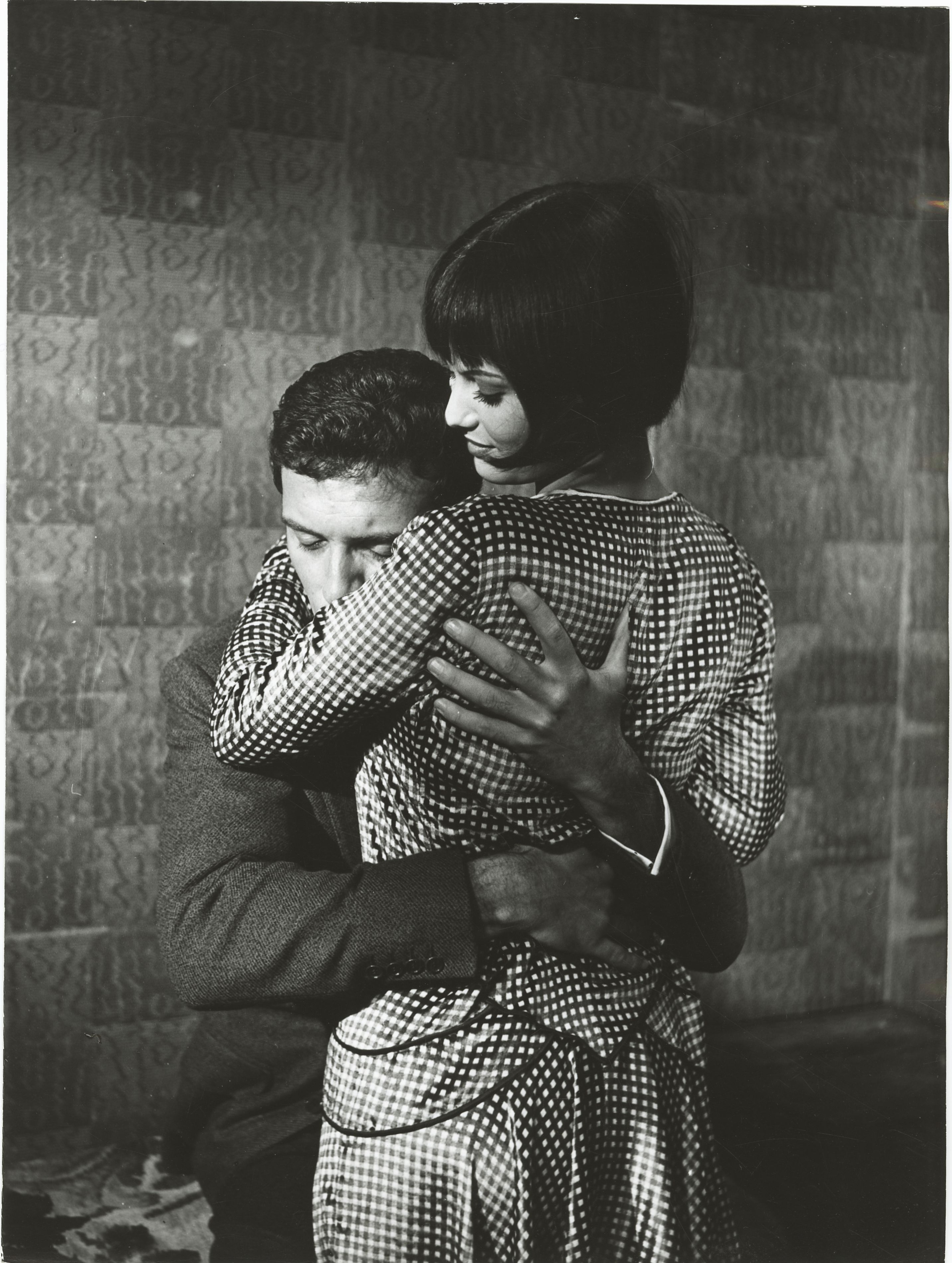
Insieme ad Anthony Franciosa in un'immagine di scena del film Senilità (1962) di Mauro Bolognini

Il primo ruolo importante della sua carriera è in Un maledetto imbroglio (1959) di Pietro Germi. Grazie alla direzione del burbero e laconico regista-attore, con il quale nacque un'immediata affinità tra due caratteri simili, la Cardinale cominciò a imparare veramente cosa fosse la recitazione e a sentirsi a proprio agio davanti alla macchina da presa. Si tratta della sua prima vera prova di attrice, per la quale ricevette una lusinghiera recensione da parte di Federico Fellini («Una Cardinale che io mi ricorderò per un pezzo. Quegli occhi che guardano con gli angoli accanto al naso, quei capelli bruni lunghi e spettinati [...] quel viso di cerva, di gatta, e così passionalmente perduta nella tragedia»). Un'altra recensione fondamentale le venne fatta da Pier Paolo Pasolini, che colpito dalla sua interpretazione drammatica, non fece che consolidare le sue sicurezze ed essere progressivamente incoraggiata nel continuare il suo percorso artistico.

### 1960-1962: Mauro Bolognini, Valerio Zurlini e Citto Maselli

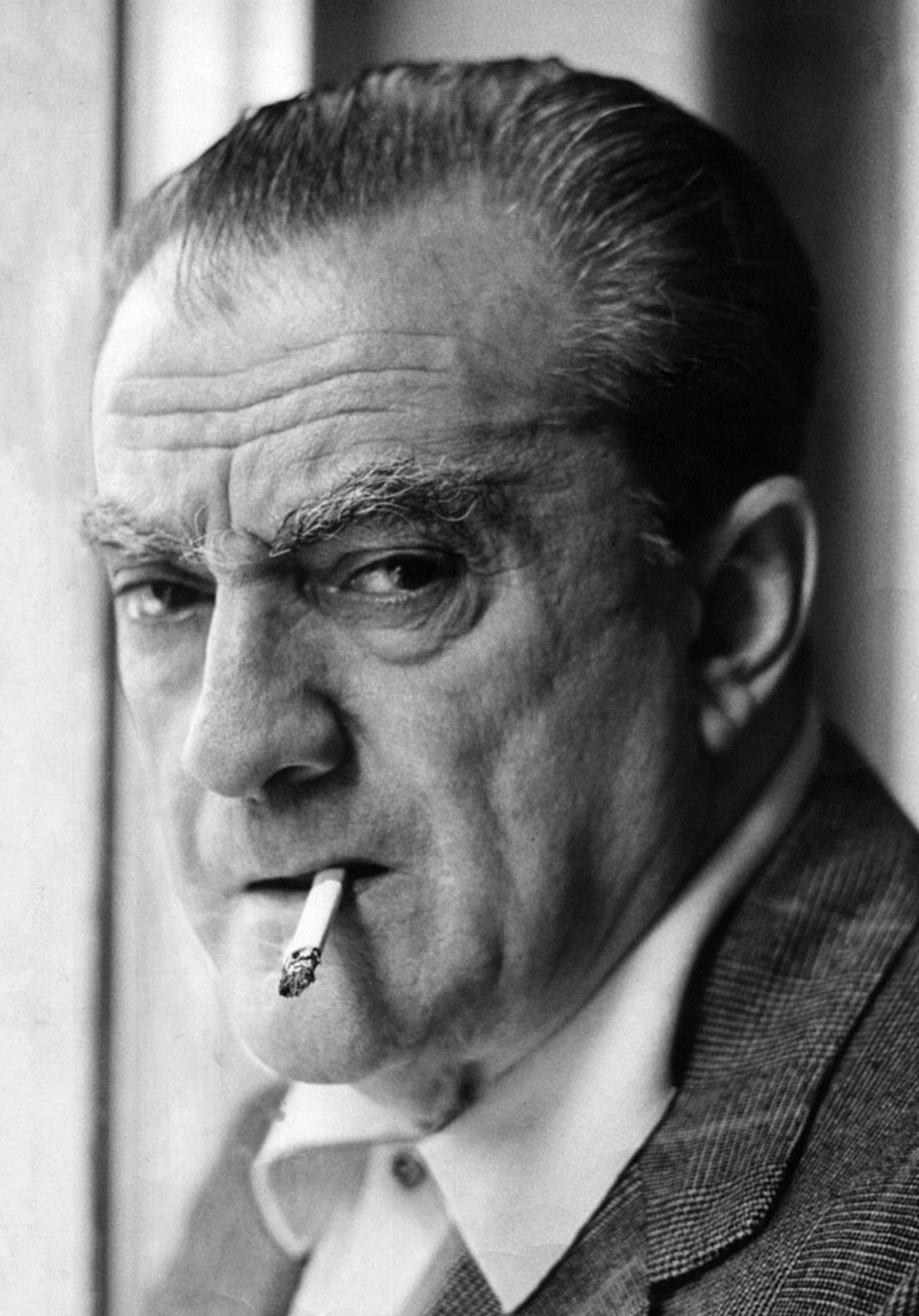
Luchino Visconti in un'immagine degli anni settanta, è considerato il suo padre artistico

La maternità nascosta le faceva condurre una vita sempre più appartata, impedendole di vivere a pieno la parte pubblica: la sua esistenza si riduceva al solo dovere, a un lavoro serrato e ininterrotto, con un film dietro l'altro (sono cinque le pellicole datate 1960 a cui ha partecipato), Il bell'Antonio di Mauro Bolognini, la megaproduzione internazionale Napoleone ad Austerlitz di Abel Gance, che le dava la possibilità di recitare con Orson Welles e Vittorio De Sica. Per la seconda volta riprese la parte di Carmelina Nicosia nel film Audace colpo dei soliti ignoti diretto da Nanni Loy, continuazione de I soliti ignoti, il primo incontro professionale con Luchino Visconti in Rocco e i suoi fratelli e I delfini di Citto Maselli. La strategia di Cristaldi era quella di farle girare piccoli ruoli, ma con i più grandi autori. Entrambi ottengono un meritato riscontro positivo, ed è proprio il primo, il pluripremiato Rocco e i suoi fratelli, che racconta uno spaccato di vita reale e tagliente, oltre ad essere considerato uno dei maggiori capolavori del Maestro, rientra ad oggi nella celebre lista dei 100 film italiani da salvare.
La successiva tappa professionale è segnata dall'incontro con Mauro Bolognini. È l'inizio di un fortunato rapporto professionale e privato che dette vita a cinque film, fra i quali alcuni tra i preferiti, come Senilità, Libera, amore mio! e soprattutto La viaccia.
(Claudia Cardinale)
(Claudia Cardinale)
Nei film di Bolognini, la Cardinale incarna la figura della donna come perdizione per l'uomo, la mantide religiosa, grazie alla sua grande femminilità.
Durante le riprese de Il bell'Antonio, la star della Dolce vita Marcello Mastroianni si innamorò di lei che, pur attratta dal suo fascino gentile, lo respinse perché non lo prese sul serio, considerandolo uno di quegli attori che non possono fare a meno di innamorarsi delle loro compagne di lavoro. Mastroianni, anche a distanza di molti anni, le rinfaccerà di non aver creduto all'autenticità dei suoi sentimenti. Malgrado il dispiacere di Bolognini per la situazione, l'atmosfera di tensione tra i due interpreti si rivelò ideale per trasmettere quella fra i personaggi del film.

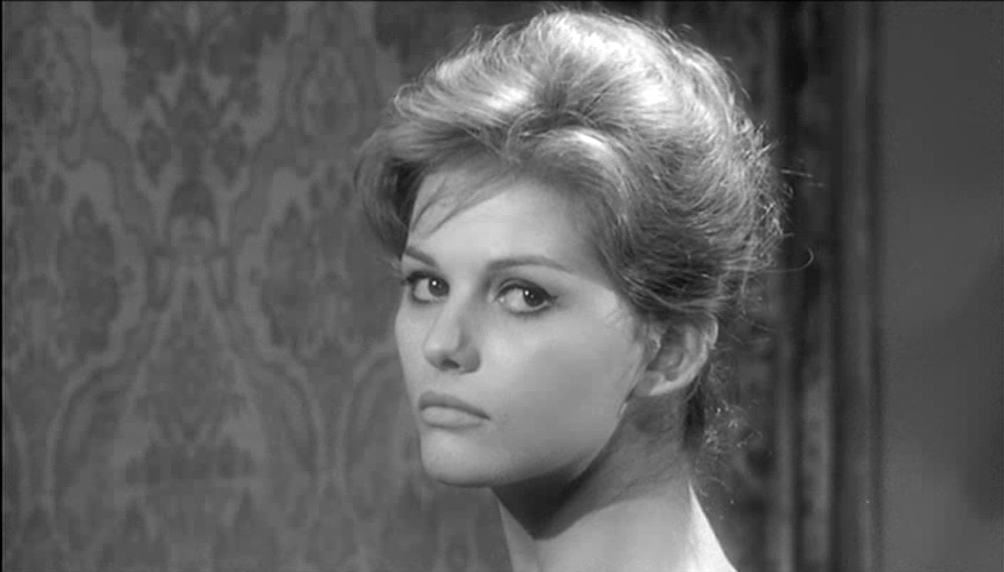
Claudia Cardinale ne Il bell'Antonio (1960)

Il successivo lavoro con Bolognini, La viaccia, le fece incontrare Jean-Paul Belmondo, con il quale girò poi l'avventuroso Cartouche (1962) di Philippe de Broca, il film che la rese popolare in Francia e durante il quale ebbe una piccola storia d'amore con Belmondo.
Un vero e proprio «film della vita» è La ragazza con la valigia di Valerio Zurlini, che mise in scena involontariamente la parte più dolorosa della sua vita reale: il figlio nascosto, e le permise un'identificazione totale con il personaggio della ragazza-madre Aida, tanto che dopo il film le servirono un paio di mesi per liberarsi dal coinvolgimento.
Il regista la scelse, contro il parere di tutti, per un personaggio così difficile quando lei non era ancora considerata una «vera» attrice. Come Germi, le si metteva accanto durante la lavorazione: 
(Claudia Cardinale)
Con lui nacque una vera amicizia, basata su una profonda comprensione reciproca.

Claudia Cardinale in una foto di scena del film La ragazza con la valigia

Tanto La viaccia di Bolognini quanto La ragazza con la valigia di Zurlini furono selezionati in concorso per il Festival di Cannes 1961. Alla Croisette l'attrice ventiduenne non era ancora paragonabile alle due dive italiane allora presenti: Sophia Loren (che vinse il premio per la migliore interpretazione femminile con La ciociara) e Gina Lollobrigida. Ma secondo alcuni giornali poteva essere un'antagonista di Brigitte Bardot: la rivista francese Paris Match le dedicò una copertina intitolata «La chiamano già CC. È Claudia Cardinale la giovane rivale di BB».
Nel 1962 la Cardinale realizzò l'intervista con Alberto Moravia nella quale lo scrittore si concentrò esclusivamente sul suo corpo, trattandola come un oggetto; ma lei trovò adeguato che le si chiedesse solo di quello che è lo strumento dell'essere attrice: 
(Claudia Cardinale)
L'articolo, pubblicato su Esquire con il titolo The next goddess of love, fu pubblicato in tutto il mondo e poi ampliato in un libro intitolato La dea dell'amore, pubblicato nel 1963.
L'attrice si rese conto, con un certo divertimento, che il suo prorompente aspetto fisico (1,70 cm distribuiti su curve esuberanti) metteva a disagio lo scrittore, il quale la trovò simile ai personaggi femminili dei suoi romanzi. Qualche anno dopo, la Cardinale interpreterà proprio uno di essi nel film Gli indifferenti, tratto dall'omonimo romanzo.

### L'attrice e il produttore: il rapporto con Franco Cristaldi
Il rapporto professionale con il produttore Cristaldi, dopo un paio di anni dall'inizio del contratto con la Vides, progressivamente divenne anche personale. La Cardinale era consapevole che questo legame non avrebbe avuto prospettive di ufficializzazione e, almeno per un certo periodo, era dolorosamente consapevole di rappresentare lo stereotipo dell'avventura del produttore con l'attrice. In seguito ha sostenuto di non essersi mai sentita davvero la compagna di Cristaldi, perché era sempre stata in una posizione subordinata rispetto al produttore, «Cenerentola gratificata dalla sua generosità» per l'aiuto da lui dato nel momento critico della gravidanza segreta, ma schiacciata da un rapporto personale per lui impossibile da scindere da quello lavorativo, che gli permetteva di tenerla costantemente sotto controllo attraverso lo staff personale (team formato da responsabile stampa, dalla segretaria americana Carolyn Pfeiffer e dall'autista personale), facendola sentire prigioniera in una torre d'avorio e ricordandole sempre che l'aveva creata e gli apparteneva. Conducevano vite separate, tranne che durante brevi viaggi, e lei non lo chiamò mai Franco, ma solo Cristaldi. Infine la crescente insofferenza di lei portò alla rottura.

### 1963, l'anno della consacrazione: Luchino Visconti, Federico Fellini e Luigi Comencini
Il 1963 rappresentò un anno cruciale per la carriera della Cardinale: ebbe l'irripetibile occasione di lavorare contemporaneamente con due dei maggiori maestri del cinema italiano in film-simbolo della loro carriera. Partecipò a Il Gattopardo di Luchino Visconti e a 8½ di Federico Fellini, sperimentando come due artisti possano essere dei geni in maniera totalmente diversa, seguendo strade, istinti e metodi addirittura opposti.
Sul set di Visconti il clima era quasi religioso: si viveva solo per il film, lasciando fuori il mondo esterno. Tanto Visconti aveva bisogno del silenzio per lavorare, quanto Fellini aveva bisogno di essere immerso nella confusione. Con il primo era impossibile cambiare una virgola, con il secondo il clima era di improvvisazione totale, anche se poi non ci si accorgeva di essere trasportati dove lui voleva.

Claudia Cardinale con Alain Delon ne Il Gattopardo (1963)

Visconti, che con il ruolo di Angelica le aveva fatto «il più bel regalo della mia vita d'attrice», aveva il vezzo di parlarle in un ottimo francese, imparato quando era assistente di Jean Renoir. Fellini invece la coinvolgeva in lunghe passeggiate e chiacchierate. Entrambi erano molto teneri con lei e la chiamavano con lo stesso diminutivo affettuoso: Claudina. «Luchino ha fatto e farà parte per sempre della mia vita: è nei miei pensieri, nei ricordi, nei sogni, ma lo ritrovo persino più concretamente, materialmente, nel viso e nello sguardo che ho oggi, nelle mie mani...»; «Con Federico ho girato un solo film. Mi ha fatto sentire il centro del mondo: la più bella, la «più speciale» di tutte, la più importante».
Fellini fece esprimere al proprio alter ego Mastroianni una reverente dichiarazione d'amore all'attrice («Quanto sei bella, mi metti in soggezione, mi fai battere il cuore come un collegiale. Che rispetto vero, profondo, comunichi».) e la trasformò in una sorta di ideale femminile salvifico, l'interprete ideale della "ragazza della fonte": «bellissima, giovane e antica, bambina e già donna, autentica, misteriosa». Fu il primo a volerla non doppiata: per lui, ogni differenza era poesia, compresa quella voce caratteristica che, per merito suo, venne finalmente rivelata sul grande schermo, aggiungendo ulteriore fascino a quello già irresistibile derivato dall'intensità dello sguardo e dalla bellezza dei tratti. Entrambi i film parteciparono con successo al Festival di Cannes: Il Gattopardo conquistò trionfalmente la Palma d'oro, mentre 8½ fu presentato fuori concorso. La Cardinale presenziò sulla Croisette solo il tempo sufficiente per la storica fotografia sulla spiaggia in compagnia dei "tre gattopardi": Luchino Visconti, Burt Lancaster e un vero ghepardo.

Claudia Cardinale nel film La ragazza di Bube (1963)

Se l'interpretazione di Angelica nel Gattopardo e la breve apparizione nel ruolo di sé stessa in 8½ segnarono la sua definitiva consacrazione come stella di prima grandezza, la sua prima vera interpretazione con la propria voce, nel film La ragazza di Bube di Luigi Comencini (che seguì saggiamente l'esempio di Fellini), le valse il primo importante riconoscimento al suo lavoro di attrice: il Nastro d'argento per la migliore attrice.
Anche quello con Comencini è un incontro importante: «Luigi Comencini è un altro di quelli che mi ha capita subito, senza parole. (...) Ci siamo parlati poco anche mentre giravamo insieme: a me non servono le parole del regista, mi serve sentirmi capita, amata da lui. E lui mi ha sempre amata e capita».
Sempre nel 1963 partecipò al suo primo film americano (seppur girato in Italia): La Pantera Rosa di Blake Edwards, che ottenne un incredibile successo al botteghino, nel quale recitò accanto ad attori affermati come Peter Sellers, Capucine, Robert Wagner e David Niven, dall'eccezionale humour, che coniò per lei il complimento «la più bella invenzione italiana [...] dopo gli spaghetti!». A distanza di trent'anni, ritrovò Blake Edwards ne Il figlio della Pantera Rosa (1993), ultimo capitolo della fortunata serie cinematografica, che tuttavia non ripeté il successo del film originale.

### Fra Hollywood e Cinecittà
Negli anni sessanta era all'apice della carriera e della fama internazionale, una delle attrici internazionali più richieste in assoluto.
Tra i colleghi di lavoro più assidui figurava Tomas Milian, con il quale lavorò in numerosi film, instaurando un piacevole rapporto di amicizia e di complicità. Per tre anni lavorò negli Stati Uniti, vivendoci sei mesi l'anno, riuscendo a mantenersi equilibrata, senza abbandonarsi all'entusiasmo. «Il mio vantaggio a Hollywood è stato che l'iniziativa non è partita da me, ma da loro. Era il periodo in cui invitavano tutte le attrici europee di un certo successo, non tanto per apertura e generosità, quanto piuttosto perché gli americani volevano avere il monopolio delle star e, se ne intravedevano altrove, cercavano di farle immediatamente proprie. (...) Il più delle volte, in realtà, ti distruggevano: andavi in America, e tornavi che non eri più niente o nessuno. Io mi sono difesa, per esempio rifiutando con decisione l'offerta di un contratto in esclusiva con la Universal. Firmavo di volta in volta, per singoli film. E alla fine me la sono cavata».
Il circo e la sua grande avventura (1964) di Henry Hathaway le permise di lavorare con due star assolute: John Wayne e Rita Hayworth. Mentre instaura un rapporto molto amichevole con "the Duke", deve assistere suo malgrado alla straziante decadenza della Hayworth.

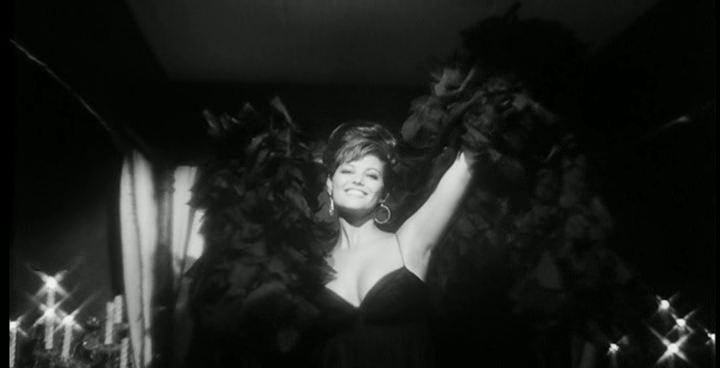
Claudia Cardinale nel famoso spogliarello del film Il magnifico cornuto (1964) di Antonio Pietrangeli

Lavorò per la prima volta con Ugo Tognazzi nel film di Antonio Pietrangeli Il magnifico cornuto (1964), nel quale appare al culmine della propria sensualità. Ma è un'esperienza di cui ha «solo ricordi poco gradevoli: con Pietrangeli, mi dispiace dirlo, non c'è stato un gran feeling. E poi c'era Tognazzi che, all'epoca, mi faceva una corte spietata...».
Lavorò poi con Rock Hudson in L'affare Blindfold (1965) di Philip Dunne, e con Anthony Quinn in Né onore né gloria (1966) di Mark Robson. Proprio il primo, di cui non ignora le segrete preferenze sessuali, è il miglior compagno del suo periodo hollywoodiano: si dimostra molto protettivo, comprendendo il suo disagio di europea in un mondo diverso. A Los Angeles che era all'apice del divismo e dell'esagerazione hollywoodiana cominciò a frequentare personalità dello star system: Charlton Heston, Grace kelly, Charlie Chaplin, Sammy Davis Jr, Kirk Douglas, Audrey Hepburn, Natalie Wood, Alfred Hitchcock, Marilyn Monroe, Barbra Streisand, Elliott Gould, Frank Capra, la coppia composta da Richard Burton e Liz Taylor, conobbe i Beatles, diventò amica di Steve McQueen, ma continuò a sentirsi estranea a quel mondo.

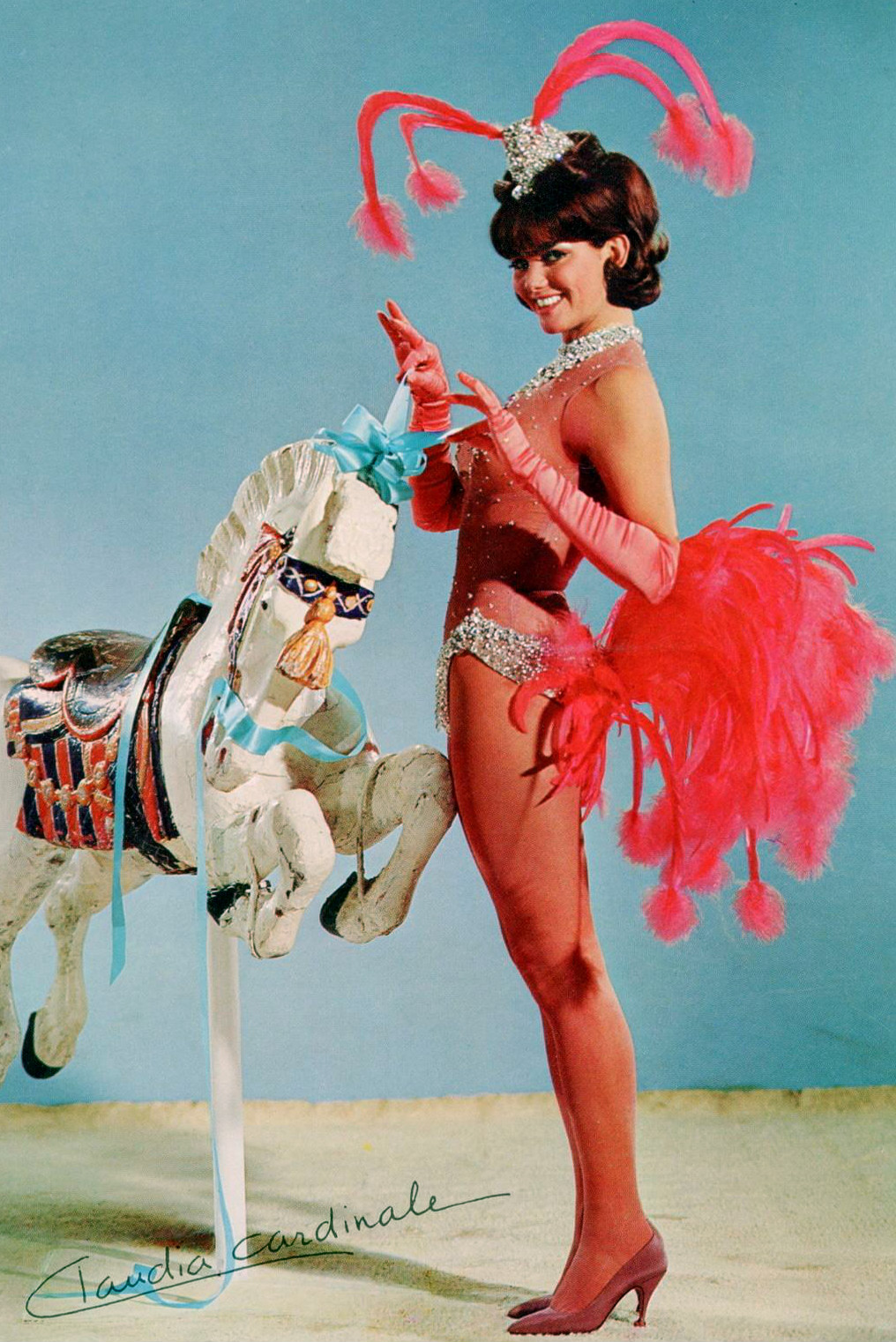
Claudia Cardinale in un'immagine per la promozione del film americano L'affare Blindfold (1965)

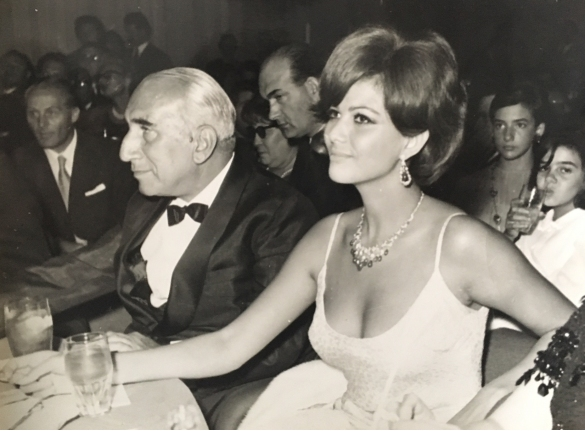
Claudia Cardinale madrina della 26ª edizione del concorso di Miss Italia 1965

Nel frattempo in Italia tornò a lavorare con Luchino Visconti nel film Vaghe stelle dell'Orsa... (1965), una storia grottesca sull'incesto, vincitore di un "riparatorio" Leone d'oro alla Mostra del cinema di Venezia e un Nastro d'argento alla miglior fotografia per Armando Nannuzzi ma anche insuccesso commerciale, film nel quale ha espresso al massimo le proprie capacità drammatiche, la sua interpretazione venne elogiata dalla critica che la definí come brillante. Tornò a lavorare con Mario Monicelli per un episodio del film collettivo Le fate (1966).
A dimostrazione dello status divistico raggiunto dall'attrice, nel 1966 la casa editrice Longanesi pubblicò l'insolito volume Cara Claudia... Lettere dei fans alla Cardinale.
Una foto della Cardinale fu inserita, a sua insaputa, nella copertina interna dell'album Blonde on Blonde (1966) del cantautore statunitense Bob Dylan, pare per volere dell'artista stesso. Gli avvocati dell'attrice minacciarono di intentare causa alla Columbia Records, etichetta discografica di Dylan, e nelle successive ristampe dell'album la fotografia dell'attrice venne eliminata. Le versioni originali comprendenti la foto della Cardinale sono diventate un raro oggetto per i collezionisti.
Sempre nel 1966 si cimentò con il genere western in I professionisti di Richard Brooks, candidato a tre statuette dei Premi Oscar e considerato il suo miglior film americano, nel quale ritrovò con piacere Burt Lancaster, con il quale ha condiviso l'indimenticabile esperienza del film di Visconti di tre anni prima. È stata protagonista assoluta della commedia d'ambientazione brasiliana Una rosa per tutti (1966) di Franco Rossi, ove recitò accanto a Nino Manfredi. Ha affiancato Tony Curtis, Robert Webber e Sharon Tate in Piano, piano non t'agitare! (1967) di Alexander Mackendrick, risposta hollywoodiana alla nuova cultura, dove impersonava il ruolo di una pittrice con un forte spirito libero.

Claudia Cardinale con Giovanni Pallavicino e Franco Nero ne Il giorno della civetta (1968)

Lei e Antonella Lualdi furono le uniche due donne a presentarsi ad una udienza papale indossando minigonne. Il fatto avvenne il 6 maggio 1967, alla presenza di Papa Paolo VI, l'episodio fece molto scalpore tanto da finire sui giornali di cronaca dell'epoca.
All'inizio del 1967 la raggiunse negli Stati Uniti Franco Cristaldi, che aveva organizzato a sua insaputa il loro matrimonio, celebrato ad Atlanta ma mai ufficializzato in Italia. Questo «sedicente matrimonio», come lo definisce Cardinale, e la successiva affiliazione di Patrick sono vissute dall'attrice come un altro modo per tenerla legata, sempre meno libera di decidere della propria vita, piuttosto che il risultato di sentimenti autentici.
Nel 1968 la Cardinale interpretò senza sosta numerose opere cinematografiche, che la resero sempre più nota al pubblico internazionale. Lavorò per la seconda e ultima volta con l'amico Rock Hudson in Ruba al prossimo tuo... di Francesco Maselli, girato in Italia, in Austria e a New York, commedia di leggerezza per la quale ricevette recensioni discretamente positive. Sempre nel 1968 recitò con Rod Taylor nel drammatico I contrabbandieri del cielo di Joseph Sargent.
Questo è l'anno anche de Il giorno della civetta di Damiano Damiani, capostipite dei film di denuncia, per il quale vinse il David di Donatello come miglior attrice protagonista, e soprattutto del capolavoro del western all'italiana C'era una volta il West di Sergio Leone, nel quale interpreta Jill McBain, questo personaggio in quanto ex prostituta portata a fondare una città dove passerà la ferrovia, rappresenta simbolicamente una figura matriarcale,
 l'unico ruolo femminile di rilievo di tutto l'operato cinematografico del regista, insieme a quello di Deborah Gelly in C'era una volta in America  ultimo capitolo della Trilogia del tempo. Rimangono nell'immaginario collettivo le scene dove lei appare, accompagnate dalle musiche emblematiche di Ennio Morricone.

Claudia Cardinale è Jill McBain in C'era una volta il West (1968)

L'esperienza con Leone fu particolarmente positiva sia sul piano umano che professionale: «Ho voluto un gran bene a Sergio. Il nostro era un legame di grande affetto. Con il suo bellissimo film mi ha regalato un personaggio magnifico [...] Tutto il periodo è legato a un'impressione complessiva di grande benessere. Con Sergio mi sono sentita diretta sempre nel modo giusto (...) ho provato la sensazione di essere sempre perfetta, grazie a Sergio. Mai avuto un problema».
Dopo la magistrale interpretazione di Jill McBain, seguirono altre pellicole di rilievo: Certo, certissimo, anzi... probabile (1969) di Marcello Fondato, in coppia con Catherine Spaak, e nel film storico a sfondo risorgimentale Nell'anno del Signore (1969) di Luigi Magni, protagonista insieme a Nino Manfredi, Enrico Maria Salerno, Alberto Sordi e Ugo Tognazzi, mentre a ricoprire i ruoli simbolo di Leonida Montanari e Angelo Targhini erano gli attori francesi Robert Hossein e Renaud Verley. Il film fu un grandissimo successo di pubblico e di critica, risultando campione d'incassi durante quella stagione.
Il decennio dorato si chiuse con la grande produzione italo-sovietica La tenda rossa (1969) di Michail Kalatozov, basato sul naufragio del Dirigibile Italia, in cui recitò accanto a Sean Connery. Di lui ha detto in seguito: «Posso solo dire «stupendo». È affascinante nella vita, esattamente come lo sono i suoi personaggi sullo schermo», e ancora «Sul lavoro non l'ho mai visto lasciarsi andare a capricci o isterismi. Però era serissimo: sempre il primo ad arrivare, e l'ultimo ad andar via».

### I primi anni settanta
La partecipazione alla commedia Le avventure di Gerard (1970) di Jerzy Skolimowski, una produzione americana girata a Cinecittà, fu una delle esperienze più divertenti della sua carriera. Il regista polacco al suo primo film straniero si rivelò un «pazzo scatenato» e la Cardinale si dovette impegnare in prima persona per impedire che i produttori lo licenziassero.
Da menzionare una delle commedie all'italiana più rappresentative: Bello, onesto, emigrato Australia sposerebbe compaesana illibata (1971), di Luigi Zampa, per il quale vinse il David di Donatello per la migliore attrice protagonista in cui recitava con Alberto Sordi da cui in seguito sarà diretta nel film Il comune senso del pudore (1976).
Anche L'udienza (1972) di Marco Ferreri è una «bella avventura», grazie allo spirito del regista. «Anche nei momenti drammatici del lavoro, lui ti fa sempre ricordare che "in fondo è solo un film"». In Venezuela recitò insieme a Stanley Baker in Fuori il malloppo, con la regia di Jean Herman.

Claudia Cardinale e Brigitte Bardot nella parte finale del film Le pistolere (1971) di Christian-Jaque

Dopo Cartouche per dieci anni non lavora più in Francia, per l'assenza di proposte interessanti. Poi gliene arrivò una impossibile da rifiutare, un incontro-duello con il sex symbol planetario e bandiera francese Brigitte Bardot: il western al femminile Le pistolere (1971) di Christian-Jaque, successo popolare dato dalle straordinarie presenze delle protagoniste, ma stroncato dalla critica, che nonostante ciò diventerà col tempo un cult movie. Sempre in Francia è la protagonista femminile de Il clan dei marsigliesi (1972), il terzo con Jean-Paul Belmondo, scritto e diretto da José Giovanni, tratto da un romanzo dello stesso regista.
Intanto, stava già maturando il distacco da Cristaldi e dalla Vides,, che avviene nel 1975 con il mancato rinnovo del contratto.
Nel 1973 tornò a lavorare per un'ultima volta con due dei suoi "storici registri", con Mauro Bolognini nel film Libera, amore mio!, basato sul Nazionalsocialismo, che però venne distribuito due anni più tardi per problemi di censura, e Luchino Visconti, in Gruppo di famiglia in un interno con Burt Lancaster, Helmut Berger e Silvana Mangano, profondamente segnato dalle conseguenze di un ictus («Era costretto a dirigerti solo con lo sguardo, e dietro quella persona curva, immobile, silenziosa, tu rivedevi l'ombra di quel leone ruggente che era stato fino a poco prima»).

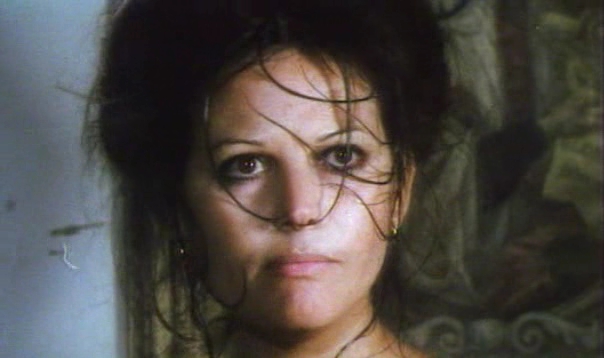
I guappi (1974) di Pasquale Squitieri

Nel 1974 viene ingaggiata per ricoprire la parte della protagonista femminile nel film I guappi, dove lavorò per la prima volta con il regista emergente Pasquale Squitieri, suo coetaneo, protagonista di qui in avanti della sua vita professionale e privata. Il loro primo incontro era stato tempestoso, caratterizzato in apparenza da reciproca diffidenza e antipatia, ma la Cardinale rimase anche fortemente attratta da quell'ombroso regista napoletano, dallo sguardo azzurro e trasparente. È lei, inavvicinabile in quanto compagna di uno degli uomini più potenti dell'ambiente cinematografico italiano, a farsi avanti, malgrado tutte le voci negative sul regista, considerato un uomo imprevedibile, collerico e collezionista di donne. Ma ai suoi occhi Squitieri rappresentava la vitalità, la follia e gli eccessi di cui sentiva un bisogno crescente, dopo anni di «una vita tutta regolata, tutta programmata, tutta razionale e razionalizzata [...] Pasquale era l'opposto, ed è stato l'opposto a sedurmi.» La loro relazione iniziò nel 1973, ma solo due anni dopo la ufficializzarono, pur senza sposarsi.

### 1975, l'inizio di una nuova vita

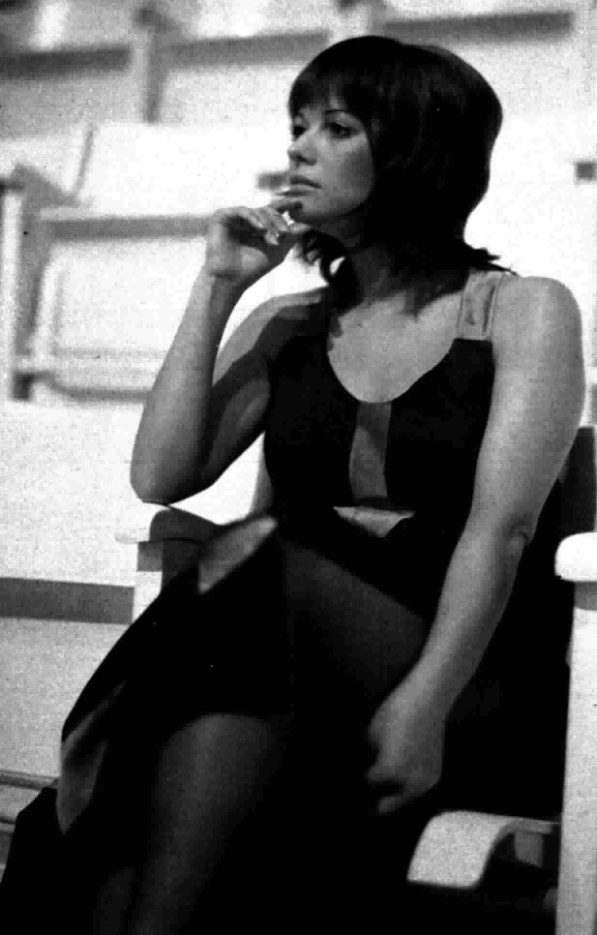
Claudia Cardinale fotografata in Rai negli anni settanta

Due commedie accanto all'altra principale attrice italiana della sua generazione, Monica Vitti, A mezzanotte va la ronda del piacere (1975) di Marcello Fondato e Qui comincia l'avventura (1975) di Carlo Di Palma, segnano la fine del lungo rapporto professionale di Cardinale con la casa di produzione Vides, a cui è ben consapevole di dovere tutto, nel bene, ma anche nel male. «Sono stati loro che mi hanno costruita, lanciata. Mi hanno dato le copertine dei giornali di tutto il mondo, però mi hanno tolto la libertà e la mia vita personale. [...] Per anni mi sono sentita stupida, incapace. C'era sempre qualcuno che parlava al mio posto, che decideva per me quello che dovevo fare, dire e pensare.»
Subito dopo le riprese di Qui comincia l'avventura, che le costano un esaurimento nervoso a causa delle difficoltà di lavorare con la Vitti («Monica, che io frequentavo moltissimo e che mi è sempre stata simpatica sul piano umano, nella vita, sul set era una persona impossibile, e lavorare con lei è stato difficile»), parte per gli Stati Uniti e raggiunge Squitieri, con il quale intraprende un viaggio on the road che segna l'inizio di una nuova fase della sua vita. Per Cardinale si tratta della riconquista di una parte dell'esistenza che le era stata a lungo negata, della riscoperta del piacere di vivere e della libertà personale. «Con Pasquale, ho recuperato una parte della mia vita che non ho vissuto, e cioè tutta la mia adolescenza, la mia spensieratezza, tutto quello che mi è stato impedito o mi sono impedita di vivere».
Cardinale si aspetta che Cristaldi, sempre così distaccato, sia comprensivo e le permetta di rifarsi una vita, invece la sua reazione è vendicativa: le crea attorno il vuoto nell'ambiente cinematografico per mettere fine alla sua carriera, e chiede esplicitamente a Visconti di non chiamarla per L'innocente (1976), impedendole così di partecipare a quello che si rivelerà essere l'ultimo film del regista. Per di più, la Vides la lascia con un debito nei confronti del fisco di cento milioni di lire.
Si ritrova quindi a pagare il raggiungimento della felicità privata con l'inattività professionale. Anche Squitieri da uomo di successo si ritrova disoccupato, perché non trova produttori disposti a inimicarsi Cristaldi. L'ultimo contatto con Cristaldi saranno, in seguito, solo le pratiche del divorzio necessarie per consentire al produttore di sposare Zeudi Araya.
Dopo diciassette anni di lavoro ininterrotto, con almeno tre-quattro film all'anno, l'attrice rimane ferma per quasi due anni prima che Franco Zeffirelli la chiami per il ruolo dell'adultera nel suo sceneggiato televisivo Gesù di Nazareth, enorme successo mondiale. Le sembra di uscire da una lunga convalescenza e il fatto che le riprese si svolgano a Monastir, in Tunisia, non fa che accentuare la sensazione di un nuovo inizio. Negli anni seguenti lavora ripetutamente con Squitieri, che l'affianca a Giuliano Gemma in Il prefetto di ferro (1977) e Corleone (1978).
Ancora una volta dà dimostrazione delle sue capacità recitative in un ruolo drammatico di forte intensità, nel film L'arma (1978) con Stefano Satta Flores; la struggente storia di una donna logorata dal dolore di un uomo estremamente violento, da una figlia ribelle e dai difficili rapporti familiari che si susseguono nella vicenda. A quarant'anni può permettersi una seconda maternità desiderata, per quanto tardiva, vissuta però con grande serenità, come un riscatto della prima. Ma per tutta la durata della gravidanza è perseguitata dai fotografi, una situazione che culmina nel famigerato episodio in cui Squitieri minaccia con la pistola i fotografi che assediano la loro villa fuori Roma (secondo Cardinale, un equivoco generato da un periodo di tensione generale).
Viene diretta dal regista greco George P. Cosmatos nell'avventura bellica Amici e nemici (1979), girato interamente sull'isola di Rodi e ambientato durante la seconda guerra mondiale, con un cast d'eccellenza: Roger Moore, Telly Savalas, Richard Roundtree, Stefanie Powers e ancora una volta David Niven, che segnerà inoltre il termine degli anni settanta.
Negli anni '70 si concesse anche una parentesi discografica che le valse successi disco in Europa e in Giappone con diverse apparizioni televisive e un'ampia diffusione nelle stazioni radio periferiche in Francia con singoli come Love affair (che si classificò al numero 16 nella hit parade) e Sun... I love you.

### Gli anni ottanta e novanta: il trasferimento in Francia

Claudia Cardinale in un fotogramma del film Enrico IV (1984) di Marco Bellocchio

Gli anni ottanta si aprono per Claudia Cardinale con due film importanti, né La pelle (1981) di Liliana Cavani, che le vale un Nastro d'argento alla migliore attrice non protagonista, interpreta il ruolo di Consuelo Caracciolo, una principessa napoletana ignara degli orrori che si consumano nella Napoli del 1943, quando le forze americane liberano la città dalla resistenza tedesca. Quando venne proiettato per la prima volta al Festival di Cannes, una parte del pubblico reagì con disgusto agli orrori rappresentati.
Nel film Fitzcarraldo (1982) di Werner Herzog, interpreta il ruolo di una ricca madama che finanzia l'acquisto di un vecchio battello a vapore: un'autentica avventura in Amazzonia: «Su quel set è successo veramente di tutto [...] Ci si chiedeva ogni giorno se saremmo riusciti a girare», «più che un film [...] una specie di lotta per sopravvivere (...) una lotta contro il caldo terrificante, contro le mille difficoltà per girare in un posto fuori dal mondo». Le oggettive difficoltà ambientali sono acuite dal dover fronteggiare tanto il famigerato Klaus Kinski, ritenuto odioso e ingestibile dietro la macchina da presa, quanto il non meno imprevedibile Herzog.
L'interpretazione del controverso personaggio storico di Claretta Petacci in Claretta (1984), diretta per l'ennesima volta da Squitieri, le fa ottenere il Premio Pasinetti alla Mostra del cinema di Venezia e il suo terzo Nastro d'argento. Di qui in avanti, cominceranno ad arrivare solo premi alla carriera perché, malgrado la sua maturità, il cinema sembra non offrirle più ruoli all'altezza.
Durante tutto il periodo degli anni ottanta e novanta continuerà a girare film di circuito come ad esempio: La donna delle meraviglie di Alberto Bevilacqua, L'estate prossima di Nadine Trintignant e Un uomo innamorato di Diane Kurys, quest'ultimo presentato in concorso al 40º Festival di Cannes.
Recita nell'Enrico IV di Marco Bellocchio (1984), di nuovo a fianco di Mastroianni, e poi in La Storia di Luigi Comencini (1986), uno dei suoi ruoli più drammatici, che le richiede di apparire prematuramente invecchiata, ma ormai la sua attività si è spostata prevalentemente in Francia, dove continua a lavorare ininterrottamente, anche se spesso i suoi film non arrivano in Italia. Fra gli altri, nel kolossal celebrativo La rivoluzione francese (1989) di Robert Enrico e Richard T. Heffron, dove interpreta il ruolo di Yolande de Polastron, duchessa de Polignac. Dopo la vita nomade da attrice internazionale, con base a Roma, nel 1989 si trasferisce stabilmente a Parigi (città che lascerà nel 2020, durante la Pandemia di COVID-19 per trasferirsi nella campagna francese, nei pressi di Fontaibleau, lontano dall'affollato centro urbano), che sente come la sua vera città, perché ha bisogno di sentir parlare francese per sentirsi davvero a casa.
Atto di dolore è probabilmente l'opera meglio riuscita durante gli anni novanta per la carriera dell'attrice, ancora una volta con l'indispensabile risorsa di Squitieri: per il ruolo della vedova che tenta disperatamente di riportare suo figlio tossicodipendente sulla retta via, riceve il Globo d'oro come miglior attrice e una nomination come miglior attrice protagonista ai Nastri d'argento. Seguono due film particolarmente rilevanti: Mayrig e Quella strada chiamata paradiso, diretti da Henri Verneuil, entrambi narrano le vicende di una famiglia di origine armena che si rifugia in Francia per sfuggire al terribile massacro degli armeni, meglio conosciuto come Genocidio Armeno, perpetrato dall'Impero ottomano intorno al 1915, che causò circa 1,5 milioni di morti.
Durante il 1993 è membro della giuria in rappresentanza dell'Italia al Festival di Cannes, insieme a lei nella stessa categoria sono presenti tra gli altri anche Louis Malle, Gary Oldman e Judy Davis. 
Si impegna inoltre in produzioni televisive, come ad esempio Deserto di fuoco (1997), per la regia di Enzo G. Castellari con Anthony Delon, Stéphane Freiss, Virna Lisi, Arielle Dombasle e Vittorio Gassman, ambientato per buona parte nel deserto del Sahara.
Nel 1998 e nel 1999 collabora ancora con Squitieri interpretando Costanza d'Aragona in Stupor mundi e Donna Assunta in Li chiamarono... briganti!, ispirato alle imprese del brigante Carmine Crocco nell'immediato periodo postumo all'unità.

### Gli anni duemila e duemiladieci: la scoperta del teatro

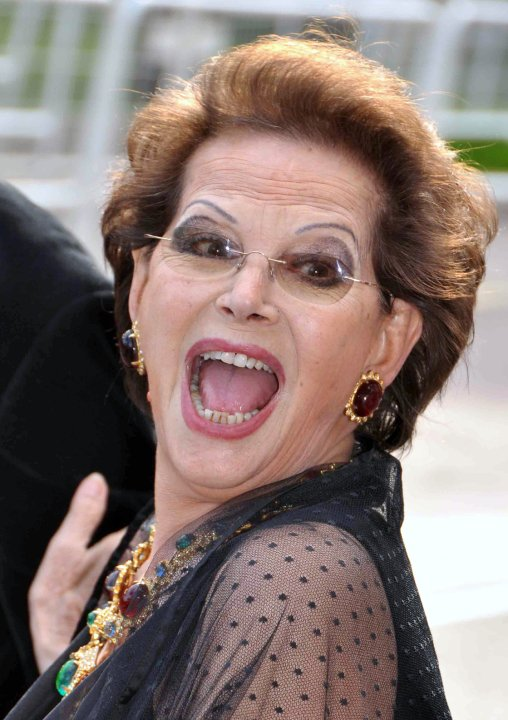
Claudia Cardinale al Festival di Cannes nel 2010

Solo già sessantenne Cardinale esordisce a teatro, accettando la proposta di Squitieri, mentre in passato aveva rifiutato quelle prestigiose di Luchino Visconti e Giorgio Strehler, temendo la propria inadeguatezza: «Per molti anni ho avuto il dubbio di non essere preparata a recitare dal vivo. [...] Finché ho trovato la preziosa guida di Maurizio Scaparro (...) Ho superato lo scrupolo dettato dal mio tipo di voce».
Nel 2000 recita nella commedia La Venexiana, adattata da René de Ceccatty, diretta da Maurizio Scaparro e rappresentata al teatro Rond-Point di Parigi.
Seguono nel 2002-2003 Come tu mi vuoi di Luigi Pirandello, messo in scena da Squitieri, rappresentato in una tournée teatrale in Italia, nel 2005 Doux oiseaux de jeunesse di Tennessee Williams, messo in scena da Philippe Adrien, e nel 2006-2007 Lo zoo di vetro, sempre di Williams, diretto da Andrea Liberovici, spettacolo in cui veste i panni di Amanda Wingfield.
Nonostante il suo impegno a teatro, non perde di vista la grande passione che ha nei riguardi del cinema. Nel 2002 recita in And Now... Ladies & Gentlemen del regista francese Claude Lelouch, mentre l'anno successivo è presidente di giuria alla sessantaquattresima edizione di Miss Italia 2003, tenutasi a Salsomaggiore Terme. Il 5 marzo del 2009 le viene conferito il premio onorario World Tolerance Award durante la cerimonia annuale del Women's World Award, tenutasi a Vienna.
Nel 2011 la sua voce viene scelta per narrare il documentario naturalistico African Cats - Il regno del coraggio, realizzato da Disneynature. Manoel de Oliveira la vuole nel suo lungometraggio Gebo e l'ombra, mentre Fernando Trueba in El artista y la modelo. È una viscontessa nel film in costume Effie Gray - Storia di uno scandalo, con Dakota Fanning e Emma Thompson, mentre è la zia Rosa nella produzione italiana Rudy Valentino - Divo dei divi, con Alessandro Haber, dedicata al divo di Hollywood del cinema muto, Rodolfo Valentino.
Viene diretta dal regista esordiente Antonio Pisu nel sarcastico Nobili Bugie, commedia tragicomica che racconta la storia di una famiglia di nobili ormai decaduti, che per sopravvivere al proprio declino economico aiutano un gruppo di ebrei a rifugiarsi dalla guerra. È una grintosa mamma in Tutte le strade portano a Roma, commedia romantica con protagonisti Sarah Jessica Parker e Raul Bova, e torna in una piccola parentesi televisiva con Il bello delle donne... alcuni anni dopo.
Dopo la scomparsa di Pasquale Squitieri avvenuta nel 2017, torna con successo a teatro portando in scena La strana coppia, rappresentata nei maggiori teatri italiani, con la regia di Antonio Mastellone, un riadattamento al femminile del testo del drammaturgo statunitense Neil Simon, fortemente desiderato dallo stesso Squitieri.

### Gli anni duemilaventi
Nella primavera del 2020 va in onda sulle reti televisive italiane e francesi la serie televisiva francofona Bulle che la vede protagonista insieme ad un cast corale, mentre nell'ottobre dello stesso anno viene distribuito sulla piattaforma Netflix il film Rogue City per la regia di Olivier Marchal. Nel 2022 è tra i protagonisti del film tunisino L'isola del perdono di Ridha Behi, storia di accettazione e integrazione ambientata negli anni cinquanta, presentato in concorso al Cairo International Film Festival e del docufilm Siciliani d'Africa - Tunisia Terra Promessa, il 29 maggio dello stesso anno viene inaugurata a Tunisi, presso il quartiere della Piccola Sicilia a La Goletta, sua zona d'origine, una strada intitolata a suo nome.
Dal 3 al 21 febbraio 2023 il Museum of Modern Art di New York le rende omaggio allestendo una retrospettiva con il restauro da parte di Cinecittà di alcune sue pellicole, e ritorna a recitare nel cortometraggio biografico Un Cardinale donna, per la regia di Manuel Perrone. Viene inoltre presentato il libro Claudia Cardinale. L'indomabile-The indomitable che la racconta, edito da Cinecittà ed Electa, e curato personalmente dalla figlia.

## Vita privata
Appena ventenne dà alla luce il suo primo figlio di nome Patrick, che nasce a Londra il 19 ottobre 1958, il quale ha lavorato come designer di gioielli per oltre 15 anni a New York. Patrick nasce da uno stupro subito da parte di un uomo che l'aveva rapita, forzandola a salire sulla sua auto, fu cresciuto con la famiglia, che si trasferì definitivamente a Roma quando la Cardinale iniziò la sua carriera d'attrice. Il padre naturale del bambino le avrebbe inviato molte lettere, tutte stracciate da Cristaldi a sua insaputa, e avrebbe voluto anni dopo riconoscerlo, ma Patrick rifiutò.
È stata sposata con il produttore cinematografico italiano Franco Cristaldi dal 28 dicembre 1966 con una cerimonia da lui stesso organizzata ad Atlanta negli Stati Uniti, ma la loro convivenza era iniziata molti anni prima, sebbene tenuta segreta a causa delle leggi italiane che non permettevano il divorzio, dal momento che Cristaldi era precedentemente sposato; i due si lasciarono definitivamente nel 1975.
Nel 1973 durante le riprese di un film, incontra il regista napoletano Pasquale Squitieri, noto per i suoi film di critica sociale, con cui successivamente ha iniziato un lungo sodalizio artistico. Ha vissuto con lui dal 1975 al 2000. Sua figlia Claudia è nata da questo legame. Alla fine degli anni settanta diventa nonna per la prima volta di Lucilla, figlia di Patrick, e diventa nonna una seconda volta nel 2013 di Milo, figlio di Claudia. Per molti anni ha posseduto una villa sull'Appia Antica a Roma.
Parla fluentemente cinque lingue: italiano, francese, inglese, spagnolo e arabo tunisino. Claudia Cardinale risiede stabilmente in Francia. Negli anni sessanta ebbe, per sua stessa ammissione, un breve flirt con Marlon Brando.

## Il mestiere di attrice
Dedicatasi alla recitazione in maniera piuttosto casuale, senza coltivare particolari ambizioni, Cardinale ha mantenuto per tutta la carriera un atteggiamento piuttosto naif verso il proprio lavoro, convinta di non averlo né conquistato né meritato. Ha frequentato alcune scuole, fra cui il Centro Sperimentale, ma senza crederci davvero, facendo affidamento piuttosto sulle proprie esperienze di vita.
(Clauda Cardinale)

Claudia Cardinale in Un maledetto imbroglio (1959) di Pietro Germi

Nei suoi primi film recitava letteralmente terrorizzata, salvata dalla propria fotogenia, finché con il suo primo vero ruolo importante, drammatico, in Un maledetto imbroglio, grazie a Pietro Germi, uomo chiuso, scontroso, di poche parole, piuttosto simile a lei, con il quale c'è stata un'immediata affinità, cominciò a capire veramente e apprezzare il mestiere dell'attore. 
Soprattutto cominciò a capire quale fosse il proprio "metodo":

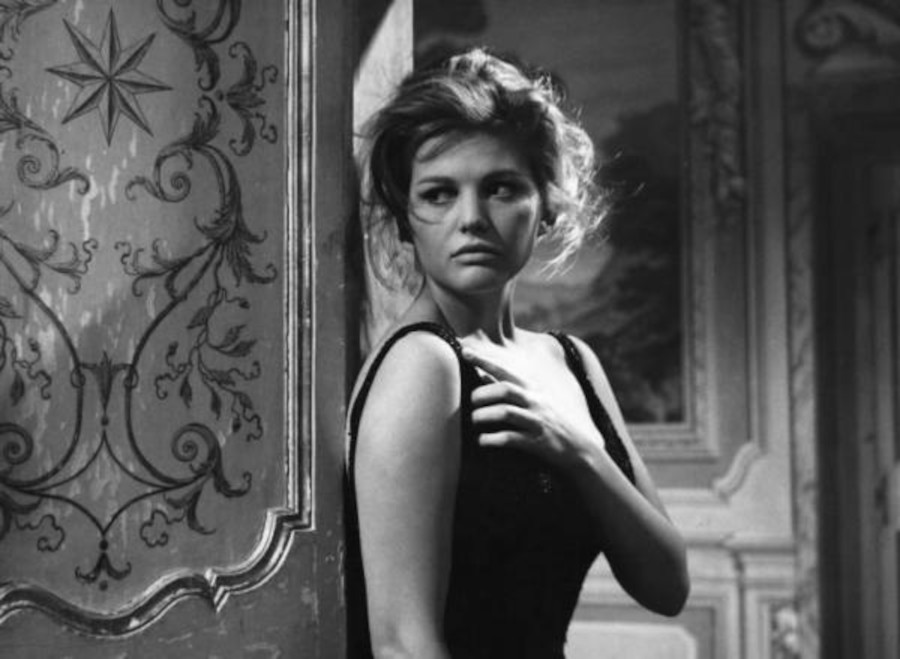
Claudia Cardinale in una scena del film I delfini (1960) di Francesco Maselli

Se Un maledetto imbroglio di Germi segnò l'inizio della sua evoluzione come attrice, l'esperienza del Gattopardo con Luchino Visconti ne segnò invece la maturazione. Visconti le insegnò, soprattutto, ad avere una piena consapevolezza del proprio corpo: «Mi ha insegnato a guidare, e a non farmi guidare ciecamente dal corpo. Mi ha restituito, se così posso dire, uno sguardo, il sorriso».
I molti, proficui rapporti professionali e anche personali instaurati nel corso della sua carriera con diversi registi, da Germi a Zurlini, da Bolognini a Visconti, l'hanno convinta che il rapporto stabilito sul set con il regista sia determinante per la riuscita del film. «Considero che la cosa più importante, per fare bene il lavoro di attore o di attrice, sia l'atteggiamento verso il regista. Con lui penso che debba esistere una specie di transfert: l'attore deve capire quello che il regista si aspetta e a questo punto gli basterà seguire quella prima intuizione, una specie di impulso. Il segreto è nel lasciarsi andare».
Il suo atteggiamento distaccato verso il proprio lavoro è stato certamente influenzato dall'immagine non idilliaca ottenuta dalla frequentazione dei colleghi, «Tanta gente cupa, silenziosa, pochissimo comunicativa.»

## Stile

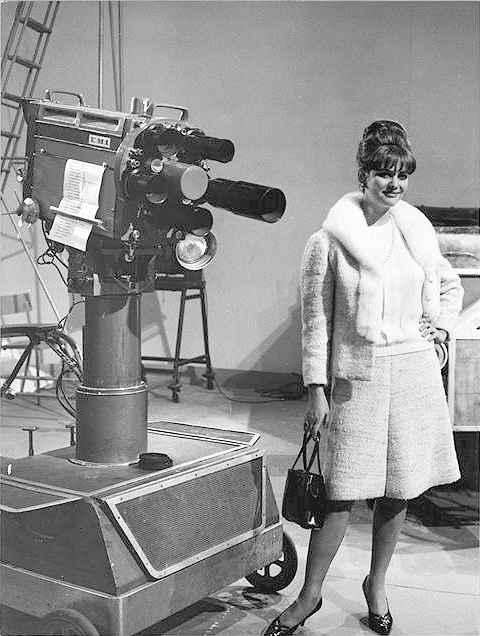
Claudia Cardinale durante una pausa nel 1964

Considerata per antonomasia una delle sex symbol per eccellenza degli anni sessanta, tra le maggiori bellezze nazionali del suo tempo, per il suo stile glamour e per le sue doti recitative, spesso accostata alla figura della femme fatale, è stata tra le maggiori figure femminili ad indossare abiti per alcuni tra i più grandi stilisti al mondo, tra cui: Mary Quant, Yves Saint Laurent, Rocco Barocco, Renato Balestra, Roberto Capucci, Nina Ricci, Irene Galitzine, Paco Rabanne, Emilio Schuberth, mentre negli anni successivi predilige stoffe e tessuti di Giorgio Armani, che nel corso degli anni ottanta le dedicherà una serie di collezioni.
Nell'estate del 2019, con la collaborazione della famosa casa d'aste internazionale Sotheby's, ha messo all'asta una parte della sua collezione privata di vestiti, di diverse tipologie, forme e colori, utilizzati sul set ma anche in importanti eventi pubblici, alle première e a festival cinematografici. Tra i capi più significativi della collezione, il celebre abito indossato durante la cerimonia dei Premi Oscar 1965. In contemporanea con l'asta, è stata allestita a Parigi una mostra per l'esposizione al grande pubblico.
Per diversi anni ha anche rappresentato la Van Cleef & Arpels.

## Impegno civile e filantropia
Convinta che gli artisti, in quanto punto di riferimento e voce di chi non può parlare, abbiano il dovere di essere generosi con gli altri come la vita lo è stata con loro. Claudia Cardinale ha sempre adottato posizioni politiche improntate a idee progressiste e innovative, e ha speso il suo impegno pubblico per promuovere e sostenere il rispetto dei diritti umani con il sostegno di Amnesty International, sanciti nella Dichiarazione universale dei diritti umani. In particolar modo ha concentrato le sue attività per la causa umanitaria dei diritti delle donne, per la loro emancipazione, per il diritto all'indipendenza e all'istruzione, ed è madrina di un'associazione per la lotta contro l'AIDS, mentre nel marzo del 2000 è stata nominata ambasciatrice di buona volontà (Goodwill Ambassador) dell'UNESCO. È sostenitrice della comunità LGBTQ+.
Nel 2004 il Presidente della Repubblica Jacques Chirac la nomina presidente del comitato creato per l'introduzione nel Pantheon di Parigi della scrittrice George Sand in occasione del bicentenario della sua nascita.
Inoltre nel 2006 rappresenta la causa per la Giornata mondiale dell'acqua, che mette l'attenzione delle persone sulla difficile situazione presente nel mondo; la disuguaglianza di cui un miliardo di persone sono impossibilitati ad ottenere l'accesso all'acqua pulita e potabile, e la sostenibilità degli habitat acquatici.
È stata membro ufficiale del comitato di sostegno alla candidatura della socialista Anne Hidalgo alle elezioni municipali di Parigi.

## La Fondazione Claudia Cardinale
Nel 2023 viene istituita la fondazione Claudia Cardinale che ha come scopo primario aiutare i giovani artisti provenienti da tutto il mondo ad emergere e farsi strada nel mondo dello spettacolo, contribuendo in maniera attiva e diretta al dialogo tra l'espressione artistica contemporanea e il sapere scientifico.
È impegnata alla sensibilizzazione di temi caldi come la violenza sulle donne e l'ecologia, attività già svolta in precedenza insieme a Green Cross Italia, di cui è vicepresidente dal 2007, facendo anche parte del comitato per il Green Drop Award, un premio che viene assegnato annualmente alla Mostra internazionale d'arte cinematografica, destinato a film che meglio raccontano i valori dell'ecologia, della sostenibilità e della cooperazione fra i popoli.

## Nella cultura di massa

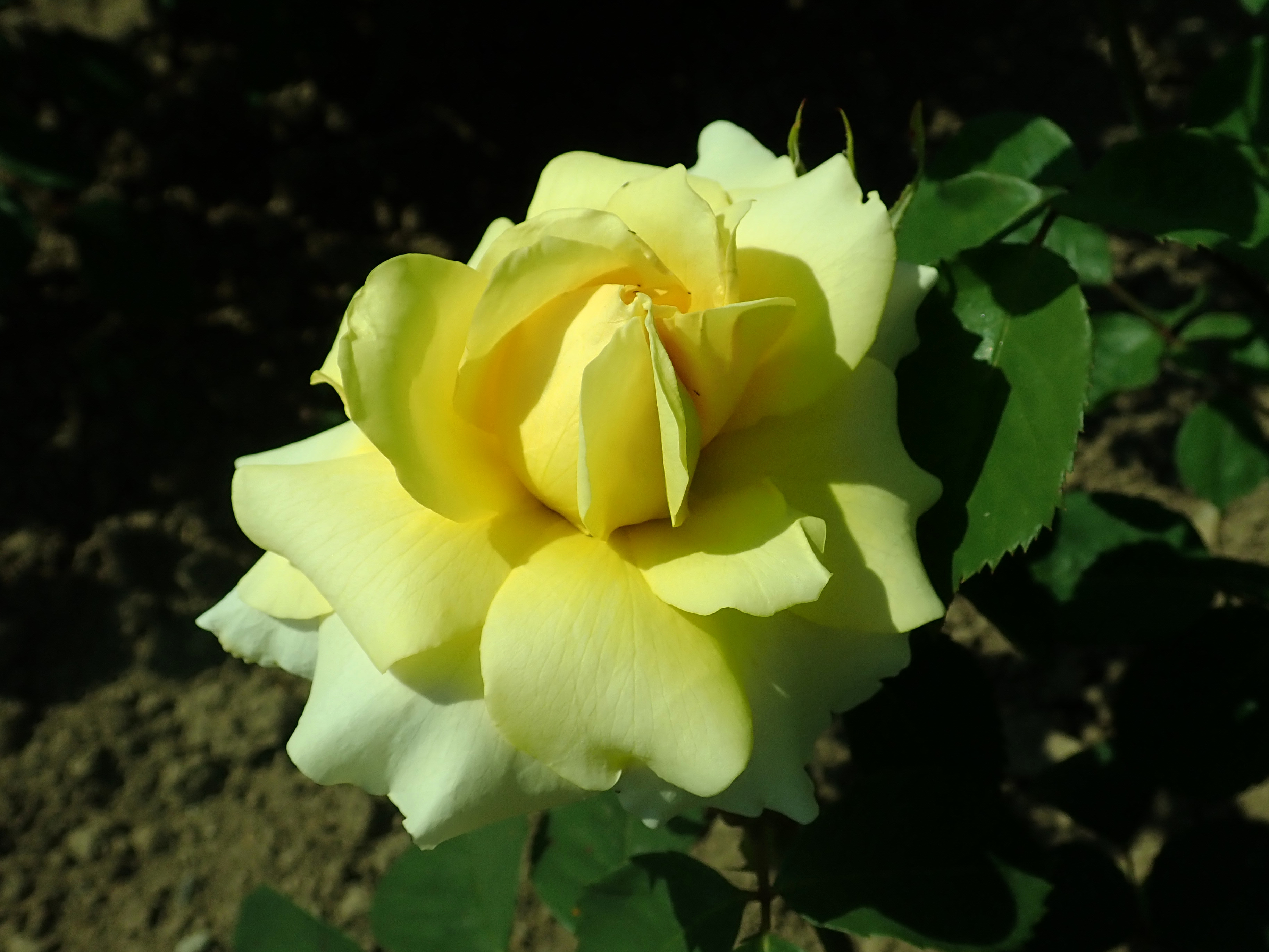
La rosa che porta il suo nome

Vasco Rossi la cita nella canzone Va bè (se proprio te lo devo dire) tratta dall'album Non siamo mica gli americani!.
Nel 1997 Dominique Massad dei Guillot le dedica un ibrido commerciale di rosa a suo nome, dai petali profumati e di una tonalità di giallo ambra profondo.
In occasione della 70ª edizione del Festival di Cannes l'attrice viene omaggiata con una sua immagine scattata a Roma agli esordi della sua carriera, come manifesto ufficiale dell'evento.
La rivista Schnock Magazine dedicata alla cultura pop dagli anni '60 in poi, crea appositamente per lei un numero speciale uscito nel 2021.

## Filmografia

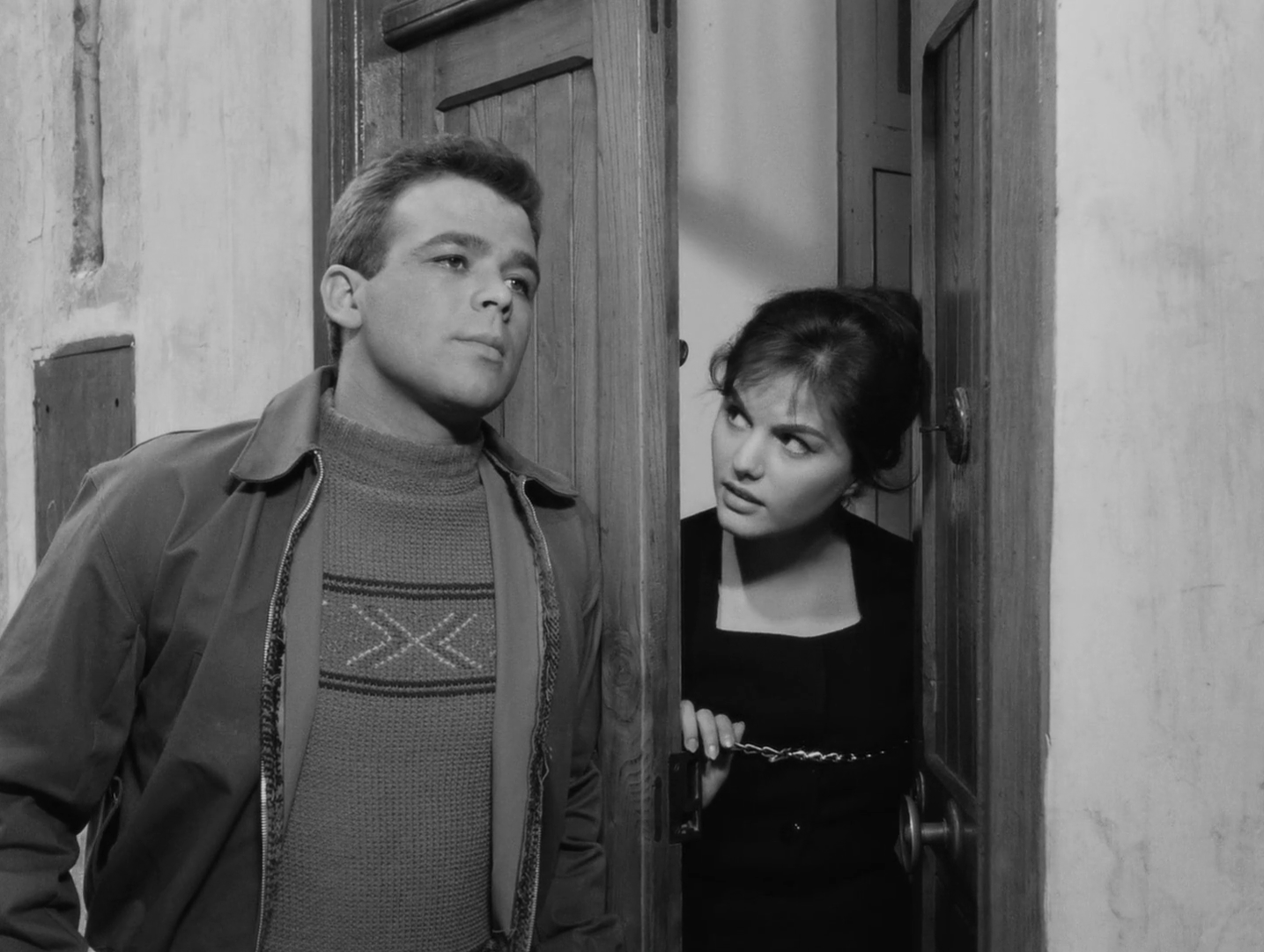
Con Renato Salvatori nella scena del bacio nel film I soliti ignoti (1958) di Mario Monicelli

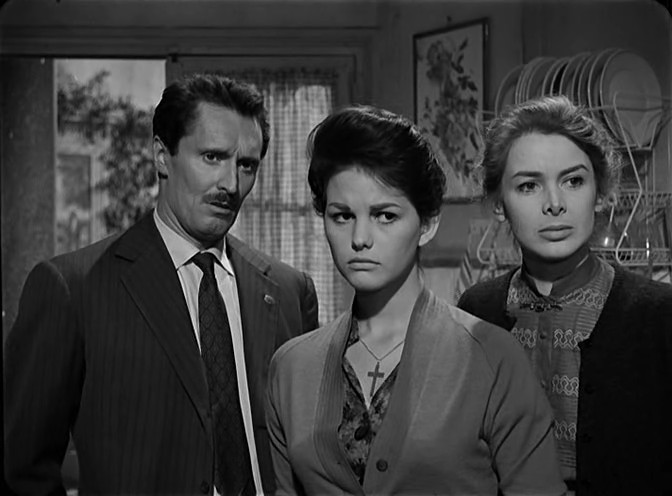
A fianco a Pietro Germi ed Eleonora Rossi Drago in Un maledetto imbroglio (1959) di Pietro Germi

Con Marcello Mastroianni nel film Il bell'Antonio (1960) di Mauro Bolognini

I delfini (1960) di Citto Maselli

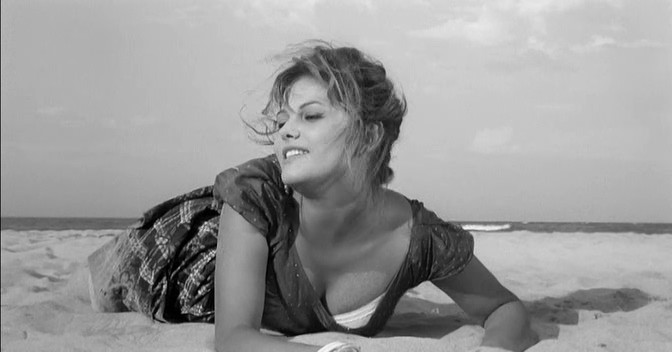
La ragazza con la valigia (1961) di Valerio Zurlini

Claudia Cardinale in un fotogramma del film La viaccia (1961)

Con Jean-Paul Belmondo in La viaccia (1961) di Mauro Bolognini

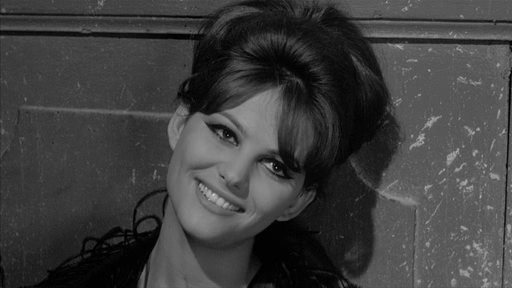
Claudia, l'ideale femminile in 8½ (1963) di Federico Fellini

Con Burt Lancaster in una sequenza de Il Gattopardo (1963) di Luchino Visconti

Con George Chakiris in La ragazza di Bube (1963) di Luigi Comencini

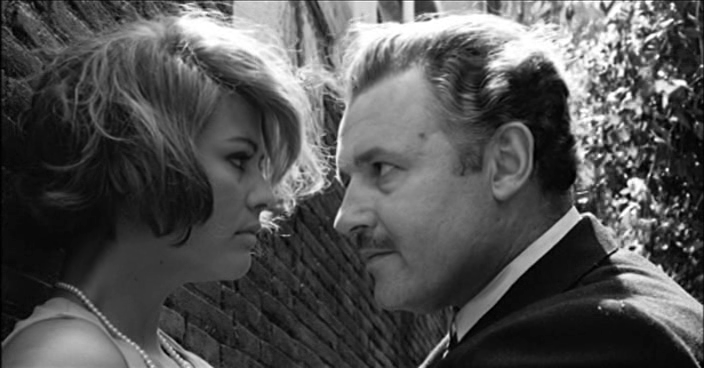
Insieme a Rod Steiger in Gli indifferenti (1964) di Citto Maselli

Vaghe stelle dell'Orsa... (1965) di Luchino Visconti

C'era una volta il West (1968) di Sergio Leone

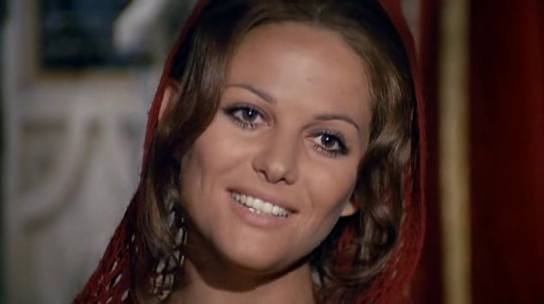
In una scena del film Nell'anno del Signore (1969) di Luigi Magni

### Cinema
- Les Anneaux d'or, regia di René Vautier (1956) - accreditata come Claudia Cardinal
- I giorni dell'amore (Goha), regia di Jacques Baratier (1958) - accreditata come Claudia Cardinal
- I soliti ignoti, regia di Mario Monicelli (1958)
- 3 straniere a Roma, regia di Claudio Gora (1958)
- La prima notte, regia di Alberto Cavalcanti (1959)
- Il magistrato, regia di Luigi Zampa (1959)
- Un maledetto imbroglio, regia di Pietro Germi (1959)
- Audace colpo dei soliti ignoti, regia di Nanni Loy (1959)
- Su e giù per le scale (Upstairs and Downstairs), regia di Ralph Thomas (1959)
- Vento del Sud, regia di Enzo Provenzale (1959)
- Il bell'Antonio, regia di Mauro Bolognini (1960)
- La battaglia di Austerlitz (Austerlitz), regia di Abel Gance (1960)
- Rocco e i suoi fratelli, regia di Luchino Visconti (1960)
- I delfini, regia di Francesco Maselli (1960)
- La ragazza con la valigia, regia di Valerio Zurlini (1961)
- La viaccia, regia di Mauro Bolognini (1961)
- I leoni scatenati (Les lions sont lâchés), regia di Henri Verneuil (1961)
- Auguste, regia di Pierre Chevalier (1961) - Cameo
- Cartouche, regia di Philippe de Broca (1962)
- Senilità, regia di Mauro Bolognini (1962)
- 8½, regia di Federico Fellini (1963)
- Il Gattopardo, regia di Luchino Visconti (1963)
- La Pantera Rosa (The Pink Panther), regia di Blake Edwards (1963)
- La ragazza di Bube, regia di Luigi Comencini (1963)
- Gli indifferenti, regia di Francesco Maselli (1964)
- Il circo e la sua grande avventura (Circus World), regia di Henry Hathaway (1964)
- Il magnifico cornuto, regia di Antonio Pietrangeli (1964)
- Vaghe stelle dell'Orsa..., regia di Luchino Visconti (1965)
- L'affare Blindfold (Blindfold), regia di Philip Dunne (1965)
- Le olimpiadi di tokyo (東京オリンピック, Tōkyō Orinpikku), regia di Kon Ichikawa (1965) - non accreditata
- Né onore né gloria (Lost Command), regia di Mark Robson (1966)
- I professionisti (The Professionals), regia di Richard Brooks (1966)
- Le fate, nell'episodio Fata Armenia, regia di Mario Monicelli, Luciano Salce, Mauro Bolognini, Antonio Pietrangeli (1966)
- Una rosa per tutti, regia di Franco Rossi (1967)
- Piano, piano non t'agitare! (Don't Make Waves), regia di Alexander Mackendrick (1967)
- Il giorno della civetta, regia di Damiano Damiani (1968)
- I contrabbandieri del cielo (The Hell with Heroes), regia di Joseph Sargent (1968)
- Ruba al prossimo tuo..., regia di Francesco Maselli (1968)
- C'era una volta il West, regia di Sergio Leone (1968)
- Certo, certissimo, anzi... probabile, regia di Marcello Fondato (1969)
- Nell'anno del Signore, regia di Luigi Magni (1969)
- La tenda rossa (Krasnaya palatka), regia di Michail Kalatozov (1969)
- Le avventure di Gerard (The Adventures of Gerard), regia di Jerzy Skolimowski (1970)
- Fuori il malloppo (Popsy Pop), regia di Jean Herman (1971)
- Bello, onesto, emigrato Australia sposerebbe compaesana illibata, regia di Luigi Zampa (1971)
- L'udienza, regia di Marco Ferreri (1972)
- Le pistolere (Les pétroleuses), regia di Christian-Jaque (1972)
- Il clan dei marsigliesi (La scoumoune), regia di José Giovanni (1972)
- Il giorno del furore (Days of Fury), regia di Antonio Calenda (1973)
- I guappi, regia di Pasquale Squitieri (1974)
- Gruppo di famiglia in un interno, regia di Luchino Visconti (1974)
- Brigitte, Laura, Ursula, Monica, Raquel, Litz, Maria, Florinda, Barbara, Claudia e Sofia, le chiamo tutte "anima mia", regia di Mauro Ivaldi (1974) - non accreditata
- Libera, amore mio!, regia di Mauro Bolognini (1975)
- A mezzanotte va la ronda del piacere, regia di Marcello Fondato (1975)
- Qui comincia l'avventura, regia di Carlo Di Palma (1975)
- Un sorriso, uno schiaffo, un bacio in bocca, regia di Mario Morra (1976)
- Il comune senso del pudore, regia di Alberto Sordi (1976)
- Il prefetto di ferro, regia di Pasquale Squitieri (1977)
- Goodbye & Amen (L'uomo della CIA), regia di Damiano Damiani (1977)
- Kolossal - i magnifici Macisti, regia di Antonio Avati (1977)
- L'arma, regia di Pasquale Squitieri (1978)
- Una donna due passioni (La part du feu), regia di Étienne Périer (1978)
- Corleone, regia di Pasquale Squitieri (1978)
- L'amante proibita (La petite fille en velours bleu), regia di Alan Bridges (1978)
- Amici e nemici (Escape to Athena), regia di George Pan Cosmatos (1979)
- Si salvi chi vuole, regia di Roberto Faenza (1980)
- La salamandra (The Salamander), regia di Peter Zinner (1981)
- La pelle, regia di Liliana Cavani (1981)
- Fitzcarraldo, regia di Werner Herzog (1982)
- Sulle orme della Pantera Rosa (Trail of the Pink Panther), regia di Blake Edwards (1982) - non accreditata
- Il regalo (Le cadeau), regia di Michel Lang (1982)
- Una cascata tutta d'oro (Le ruffian), regia di José Giovanni (1983)
- Enrico IV, regia di Marco Bellocchio (1984)
- Claretta, regia di Pasquale Squitieri (1984)
- La donna delle meraviglie, regia di Alberto Bevilacqua (1985)
- L'estate prossima (L'été prochain), regia di Nadine Trintignant (1985)
- Un uomo innamorato (Un homme amoureux), regia di Diane Kurys (1987)
- Hiver 54, l'abbé Pierre, regia di Denis Amar (1989)
- Atto di dolore, regia di Pasquale Squitieri (1990)
- La battaglia dei tre tamburi di fuoco (La batalla de los Tres Reyes), regia di Souheil Ben-Barka e Uchkun Nazarov (1990)
- Mayrig, regia di Henri Verneuil (1991)
- Quella strada chiamata paradiso (588 Rue Paradis), regia di Henri Verneuil (1992)
- Il figlio della Pantera Rosa (Son of the Pink Panther), regia di Blake Edwards (1993)
- Elles ne pensent qu'à ça..., regia di Charlotte Dubreuil (1994)
- Un été à La Goulette, regia di Férid Boughedir (1996) - Cameo
- Sous les pieds des femmes, regia di Rachida Krim (1997)
- Stupor mundi, regia di Pasquale Squitieri (1997)
- Riches, belles, etc., regia di Bunny Godillot (1998)
- Li chiamarono... briganti!, regia di Pasquale Squitieri (1999)
- And Now... Ladies & Gentlemen, regia di Claude Lelouch (2002)
- Le démon de midi, regia di Marie-Pascale Osterrieth (2005) - Cameo
- Cherche fiancé tous frais payés, regia di Aline Issermann (2007)
- Le Fil, regia di Mehdi Ben Attia (2009)
- 1960, regia di Gabriele Salvatores (2010)
- Diventare italiano con la signora Enrica (Sinyora Enrica ile Italyan Olmak), regia di Ali Ilhan (2010)
- Tre destini, un solo amore (Un balcon sur la mer), regia di Nicole Garcia (2010)
- Father, regia di Pasquale Squitieri (2011)
- Deauville, regia di Miguel Cruz Carretero (2012)
- Piccolina bella, regia di Anna Scaglione (2012)
- Gebo e l'ombra, regia di Manoel de Oliveira (2012)
- El artista y la modelo, regia di Fernando Trueba (2012)
- Joy de V., regia di Nadia Szold (2013)
- La montagna silenziosa, regia di Ernst Gossner (2013)
- Les Francis, regia di Fabrice Begotti (2014)
- Effie Gray - Storia di uno scandalo (Effie Gray), regia di Richard Laxton (2014)
- Effie Gray: Interview with Emma Thompson, regia di Richard Laxton (2014)
- Twice Upon a Time in the West, regia di Boris Despodov (2015)
- Ultima fermata, regia di Gianbattista Assanti (2015)
- Tutte le strade portano a Roma (All Roads Lead to Rome), regia di Ella Lemhagen (2015)
- Una gita a Roma, regia di Karin Proia (2016)
- Nobili bugie, regia di Antonio Pisu (2016)
- Niente di serio, regia di Laszlo Barbo (2017)
- Rudy Valentino - Divo dei divi, regia di Nico Cirasola (2018)
- Rogue City (Bronx), regia di Olivier Marchal (2020)
- Claudia, regia di Franck Saint Cast (2021)
- L'isola del perdono (L'île du Pardon), regia di Ridha Behi (2022)

### Televisione
- Gesù di Nazareth, regia di Franco Zeffirelli – miniserie TV (1977)
- La principessa Daisy (Princess Daisy), regia di Waris Hussein – miniserie TV (1983)
- La Storia, regia di Luigi Comencini – miniserie TV (1986)
- Naso di cane, regia di Pasquale Squitieri – miniserie TV (1986)
- Blu elettrico, regia di Elfriede Gaeng – film TV (1988)
- La rivoluzione francese (La révolution française), regia di Robert Enrico e Richard T. Heffron – miniserie TV (1989)
- Flash - Der Fotoreporter, nell'episodio Das Zweite Gesicht der Aida, regia di Gero Erhardt – miniserie TV (1993)
- Tohuwabohu, regia di Helmut Zenker – miniserie TV (1995)
- 10-07: L'affaire Zeus, regia di Richard Ciupka – miniserie TV (1995)
- Nostromo (Joseph Conrad's Nostromo), regia di Alastair Red – miniserie TV (1996)
- Deserto di fuoco, regia di Enzo G. Castellari – miniserie TV (1997)
- Mia per sempre, regia di Giovanni Soldati – miniserie TV (1998)
- Élisabeth - Ils sont tous nos enfants, regia di Pasquale Squitieri – film TV (2000)
- Hold-up à l'italienne, regia di Claude-Michel Rome – film TV (2008)
- L'abito e il volto, regia di Francesco Costabile (2009)
- Il giorno della Shoah, regia di Pasquale Squitieri – film TV (2010)
- The Story of Film: An Odyssey, regia di Mark Cousins (2011)
- La Loi de..., nell'episodio La Loi de Julien - Le bon fils, regia di Christophe Douchand – miniserie TV (2016)
- Hep Taxi, regia di André Buytaers (2017) - 1 puntata
- Il bello delle donne... alcuni anni dopo, regia di Eros Puglielli – miniserie TV (2017)
- Nana Mouskouri - Momente ihres Lebens, regia di Jana von Rautenberg – film TV (2020)
- Bulle, regia di Anne Deluz – miniserie TV (2020)

### Documentari
Claudia Cardinale è apparsa in diversi documentari, per raccontare se stessa e la propria carriera, o per rendere la propria testimonianza sulle personalità cinematografiche incontrate e conosciute nel corso degli anni. 
- Stelle emigranti, regia di Francesco Bortolini (1983)
- Speciale Mastroianni - il fascino della normalità, regia di Loris Mazzetti (1996)
- Gianni Di Venanzo, un grande autore della fotografia regia di Alan Bacchelli (1996)
- L'uomo dal sigaro in bocca, regia di Mario Sesti (1997)
- Luchino Visconti, regia di Carlo Lizzani (1999)
- Fellini - Sono un gran bugiardo, regia di Damian Pettigrew (2002)
- L'ultima sequenza, regia di Mario Sesti (2003) - sul film 8½
- The Magic of Fellini, regia di Carmen Piccini (2003)
- Por un puñado de sueños, regia di Paco R. Baños – film TV (2004)
- Frammenti di Novecento, regia di Francesco Maselli (2005)
- Sergio Leone: The Way I See Things, regia di Giulio Reale (2006)
- Marcello, una vita dolce, regia di Mario Canale e Annarosa Morri (2006)
- Pietro Germi - Il bravo, il bello, il cattivo, regia di Claudio Bondì (2009)
- Hollywood sul Tevere, regia di Mario Spagnoli (2009)
- L'insolito ignoto - Vita acrobatica di Tiberio Murgia, regia di Sergio Naitza (2012)
- Gli anni delle immagini perdute, regia di Adolfo Conti (2012)
- Alberto il grande, regia di Carlo Verdone e Luca Verdone (2013)
- Alfredo Bini, ospite inatteso, regia di Simone Isola (2015)
- Il Regio nel paese del melodramma, regia di Francesco Barilli (2015)
- Il principe delle pezze, regia di Alessandro Di Ronza (2019)
- Gina, Sophia, Claudia, trois symboles de la féminité à l'italienne, regia di Sophie Agacinski (2019)
- Ennio, regia di Giuseppe Tornatore (2021) - repertorio
- Fellinopolis, regia di Silvia Giulietti (2021) - repertorio
- Noi siamo cinema, regia di Andrea Rurali e Gianluca Genovese (2021) - repertorio

### Documentari stranieri
- Burden of Dreams, regia di Les Blank (1982) - sulla lavorazione del film Fitzcarraldo
- Ben Webster: The Brute and the Beautiful, regia di John Jeremy (1990)
- Les enfants de la guerre, regia di Pascal Duchène (1996)
- Cannes... les 400 coups, regia di Gilles Nadeau (1997)
- Kinski, il mio nemico più caro (Mein liebster Feind - Klaus Kinski), regia di Werner Herzog (1999)
- Vamps et femmes fatales du cinéma européen, regia di Nguyen Trong Binh – mediometraggio (2001)
- The Life and Times of Count Luchino Visconti, regia di Adam Low (2003)
- Profondo Rosa - La vera storia della Pantera Rosa, regia di Roberto Pisoni (2004)
- La traversée du désir, regia di Arielle Dombasle (2009)
- Belmondo, itinéraire..., regia di Vincent Perrot (2011)
- Belmondo par Belmondo, regia di Regis Mardon (2016)
- Claudia la mystérieuse, regia di Marie-Dominique Montel e Christopher Jones (2019)

### Antologie
- Claudia Cardinale, regia di Harry Kümel – cortometraggio (1965)
- Zavoli racconta Fellini, regia di Sergio Zavoli (1965)
- Ciao Federico!, regia di Gideon Bachmann (1971) - voce fuori campo
- Claudia Cardinale, la più bella italiana di Tunisi (Claudia Cardinale, la plus belle italienne de Tunis), regia di Ben Mahmoud (1994)
- Alguna pregunta més?, regia di Guillem Sans (2004)
- Essere Claudia Cardinale, regia di Stefano Mordini (2005) - mediometraggio
- Déborah, une force jusqu'au bout, regia di Fabrice Delauré (2008)
- Claudia Cardinale, La Créature Du Secret, regia di Erwan Bizeul e Emmanuelle Nobécourt (2019)
- L'ultimo uomo che dipinse il cinema, regia di Walter Bencini (2020)
- Siciliani d'Africa - Tunisia Terra Promessa, regia di Marcello Bivona (2022) - docufilm

### Cortometraggi
- Les Anneaux d'or, regia di René Vautier (1956)
- La amante estelar, regia di Antonio de Lara (1968) - Cameo
- Buona giornata Sorrento, regia di Stefan Ondrkal (1969)
- Un café... l'addition, regia di Félicie Dutertre e François Rabes (1999)
- Io Claudia, regia di Pasquale Squitieri (2011)
- L'aveugle et la Cardinale, regia di Frédérick Laurent (2015) - Cameo
- Un Cardinale Donna, regia di Manuel Maria Perrone (2023)

### Doppiaggio
- Alex et Marie, regia di Josée de Luca - voce narrante (1994)
- African Cats - Il regno del coraggio (African Cats), regia di Alastair Fothergill - voce narrante (2011)
- Rêves d'Orient, esposizione - voce narrante (2022)

## Teatro
- La Venexiana, regia di Maurizio Scaparro. Teatro Rond-Point di Parigi (2000)
- Come tu mi vuoi, di Luigi Pirandello, regia di Pasquale Squitieri. Tournée italiana (2002-2003)
- La dolce ala della giovinezza, di Tennessee Williams, regia di Philippe Adrien. Teatro della Madeleine di Parigi (2005)
- Lo zoo di vetro, di Tennessee Williams, regia di Andrea Liberovici. Tournée italiana (2006-2007)
- Concerto per la Pace, Gran Teatro La Fenice di Venezia (20 aprile 2009) - monologo
- Un dialogo con Alberto Moravia, di Alberto Moravia, regia di Alfredo Arias, con René de Ceccatty. Cinémathèque française di Parigi (2010) - monologo
- Ferite a morte - Blessées à Mort, regia di Serena Dandini. Biblioteca nazionale di Francia di Parigi (14 maggio 2014) - monologo
- “Cagliari, la Sardaigne un ile de lé Méditerranée”, Parigi (2015)
- La strana coppia, di Neil Simon, regia di Antonio Mastellone, con Ottavia Fusco. Tournée italiana (2017-2018)

## Programmi televisivi

### Programmi televisivi italiani
- Canzonissima (Programma Nazionale, 1958, 1971) - guest star
- Il signore delle 21 (Programma Nazionale, 1962) - insieme a Ernesto Calindri
- 1º Festival Internazionale del Clown a Campione d'Italia (1964) - speciale TV - giurata
- Teatro 10 (Programma Nazionale, 1971) - concorrente
- Blitz (Rai 2, 1982) - varie puntate
- Gran Premio Internazionale dello Spettacolo (Canale 5, 1992, 1994-1995, 1999) - proclamazione vincitori
- Anima mia (Rai 2, 1997) -  live
- Ulisse - Il piacere della scoperta (Rai 1, 2001) - 1 puntata
- Miss Italia 2003 (Rai 1, 2003) - presidentessa di giuria
- Festival di Sanremo 2014 (Rai 1, 2014)  - ospite d'onore
- Ulisse - Il piacere della scoperta (Rai 1, 2019) - terza puntata

### Programmi televisivi stranieri
- The Merv Griffin Show (NBC 1966) - guest star
- The Tonight Show con Johnny Carson (NBC, 1966) - talk show
- Circus of the Stars (CBS, 1977) - partecipazione 1 puntata
- Premio César (Televisione in Francia, 1977, 1989, 1992, 1995, 2006) - presentatrice
- Champs-Elysées (France 2, 1983-1989) - opinionista 1
- Night of 100 Stars II (1985) - speciale televisivo
- Nulle part ailleurs (Canal+, 1987) - speciale televisivo
- Telethon (Televisione in Francia, 1990-1991) - madrina
- ¡Hola Raffaella! (TVE 1, 1994) - partecipazione con Raffaella Carrà
- ¿Qué apostamos? (La 1, 1998) - speciale televisivo
- Miss Repubblica Ceca (2012) - presidentessa di giuria
- Soir De Fete A Venise (TV5 Monde, 2016) - guest star

## Radio
- Formula uno, con Paolo Villaggio, 1 puntata (Rai Radio 2, 1971)
- Il paginone (Rai Radio 2, 1981)
- E...statemi bene, 1 puntata (Rai Radio 2, 1988)
- Mezzogiorno...con, con Marco Valcetta (Rai Radio 2, 1998)
- Opinion leader (2001)
- Decidi Tu che segno lasciare (Radio Radicale, 5 febbraio 2011)

### Varietà radiofonici Rai
- Gran varietà, conosciuto anche come Gran varietà – Spettacolo della domenica, con Rita Pavone, Enrico Maria Salerno e Alberto Lupo, per la regia di Antonello Falqui (Rai Radio 2), nella puntata Stasera giochiamo con Rita, trasmessa il 7 gennaio 1967.
- Gran varietà, con Sandra Mondaini e Raimondo Vianello (Rai Radio 2), trasmessa il 15 gennaio 1967.
- Gran varietà, con Johnny Dorelli (Rai Radio 2), trasmessa nel 1977.

## Pubblicità

### Campagne pubblicitarie
- Lux, J. Walter Thompson (1961-1973) - testimonial
- Cinzano (1980-1982) - testimonial spot televisivo
- Optic 2000 (1997) - testimonial spot televisivo
- C'è il tuo posto a teatro, regia di Rodolfo Roberti, Compagnia di promozione del Teatro, Presidenza del Consiglio dei ministri (2003)
- La Reine Capricieuse (2022) - testimonial[126]

### Servizi fotografici
- Richard Avedon
- Vogue
- Ron Galella
- Bert Stern
- Chiara Samugheo
- Epoca

## Fotoromanzi
- Resurrezione, di Lev Tolstoj, regia di Sirio Manni con Giorgio Albertazzi (1959) - distribuito da Grand Hotel[127]

## Riconoscimenti
- David di Donatello

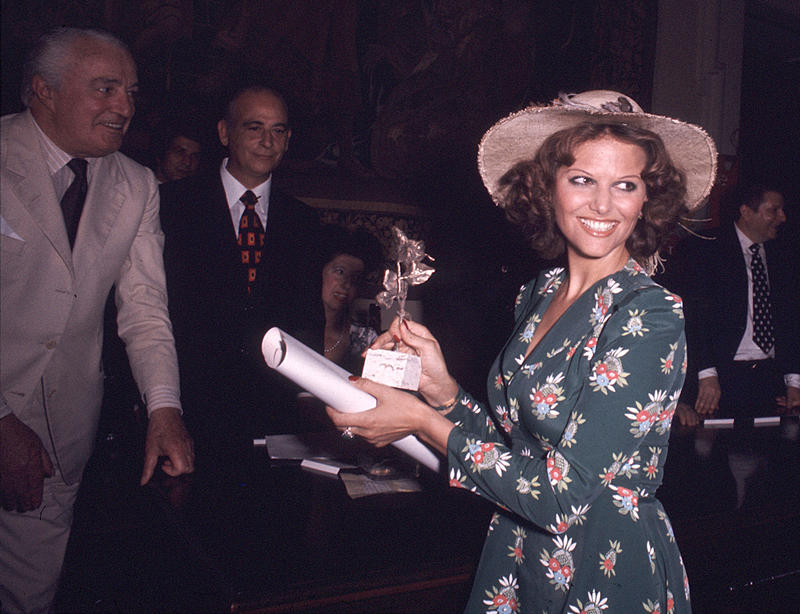
Claudia Cardinale premiata da Vittorio De Sica col David di Donatello come migliore attrice protagonista nel 1972

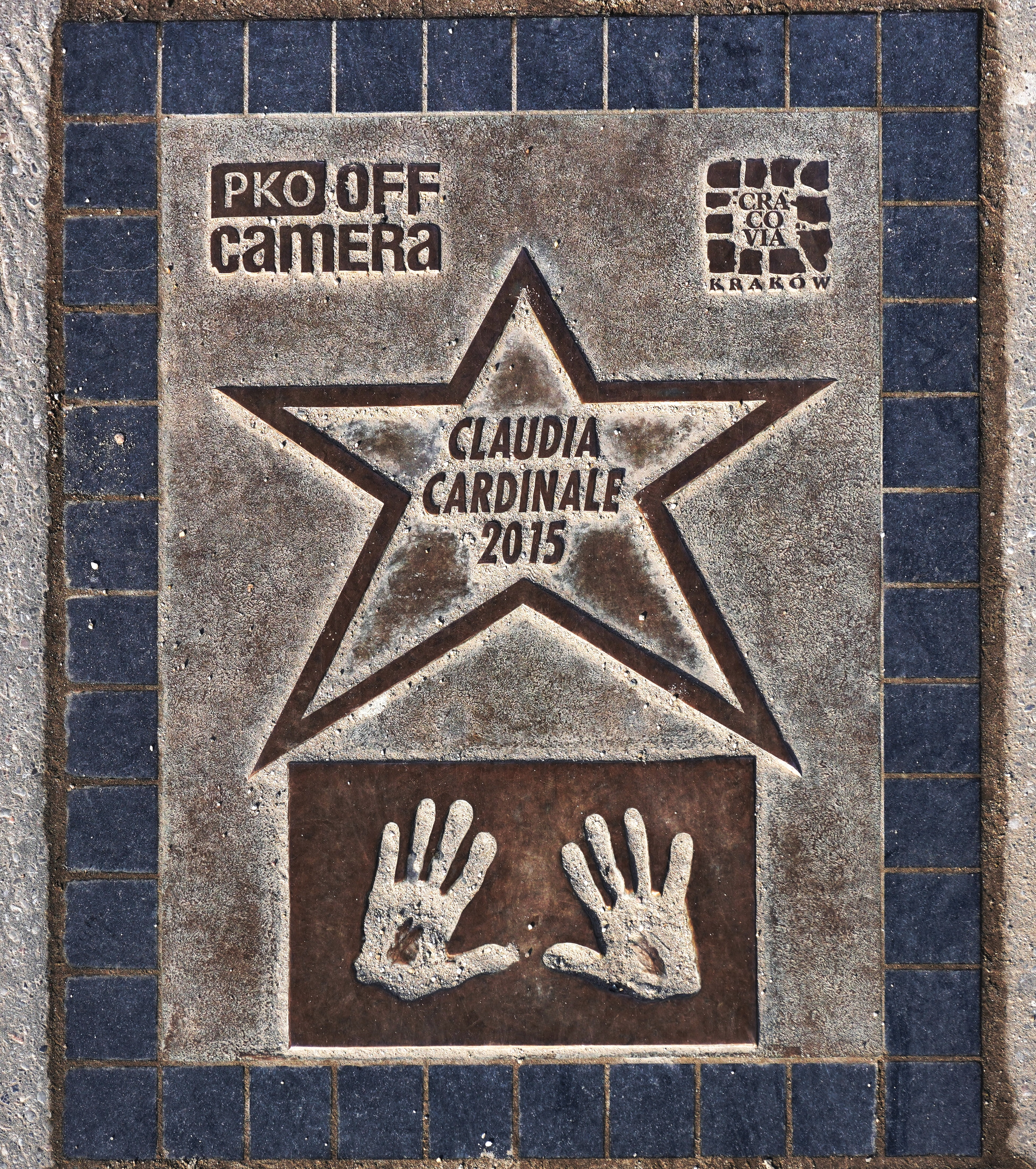
Le impronte di Claudia Cardinale nel Viale delle stelle a Cracovia

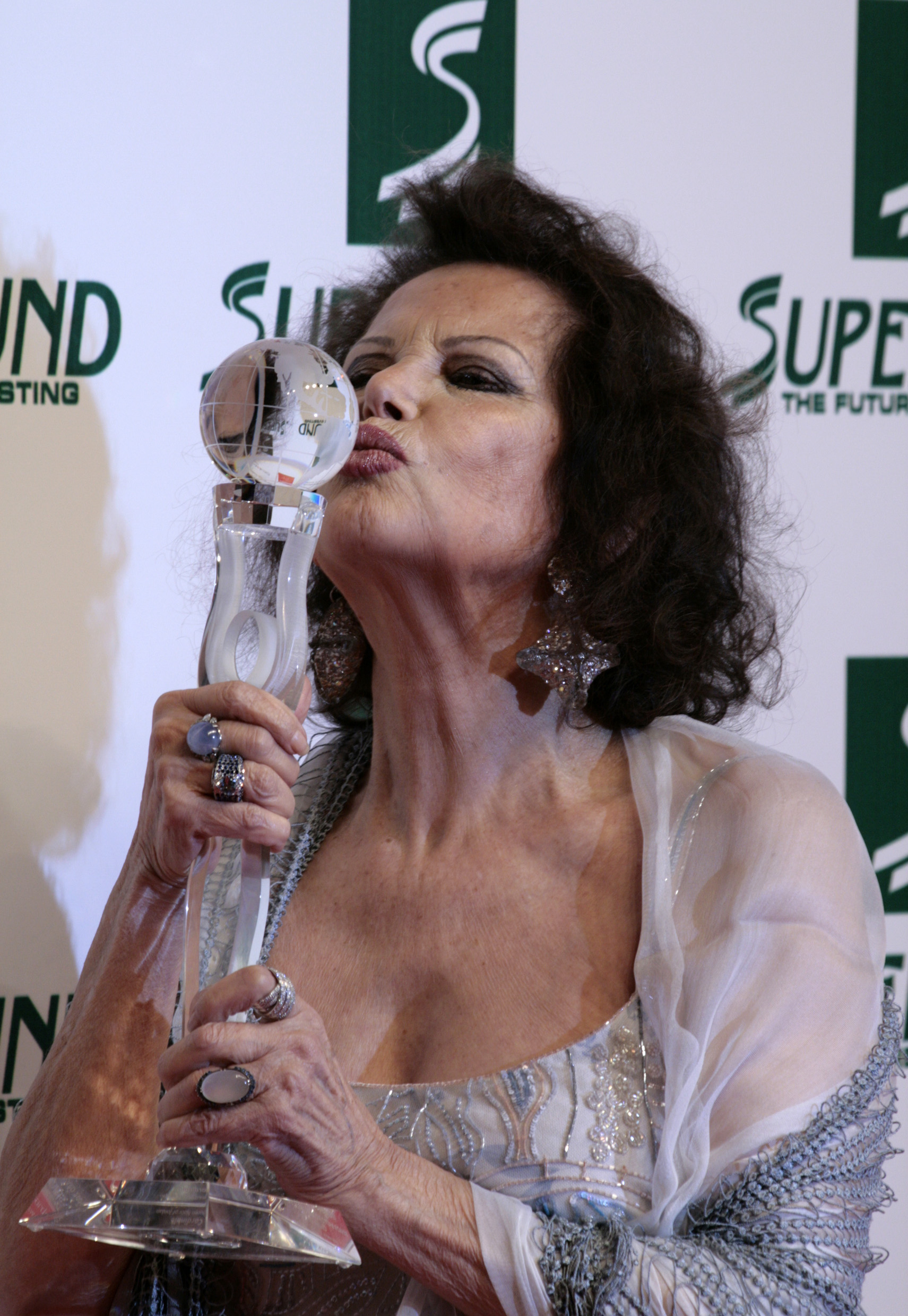
Claudia Cardinale ritira il premio al Women's World Award nel 2009

  - 1961 – David speciale per La ragazza con la valigia
  - 1968 – Migliore attrice protagonista per Il giorno della civetta
  - 1972 – Migliore attrice protagonista per Bello, onesto, emigrato Australia sposerebbe compaesana illibata
  - 1988 – Premio Alitalia
  - 1997 – David speciale alla carriera
  - 2016 – Candidatura alla migliore attrice non protagonista per Ultima fermata
- Nastro d'argento
  - 1965 – Migliore attrice protagonista per La ragazza di Bube
  - 1982 – Migliore attrice non protagonista per La pelle
  - 1985 – Migliore attrice protagonista per Claretta
  - 1992 – Candidatura alla migliore attrice protagonista per Atto di dolore
  - 2000 – Nastro d'argento europeo
- Bif&st
  - 2011 – Premio Fellini 8½ per l'eccellenza artistica
- Festival del film Locarno
  - 2011 – Pardo d'Oro alla carriera
- Festival internazionale del cinema di Berlino
  - 2002 – Orso d'oro alla carriera
- Globo d'oro
  - 1985 – Miglior attrice per Claretta
  - 1991 – Miglior attrice per Atto di dolore
  - 2014 – Globo d'oro alla carriera
- Grolla d'oro
  - 1962 – Candidatura alla miglior attrice per Senilità
  - 1962 – Candidatura alla miglior attrice per La viaccia
  - 1963 – Candidatura alla miglior attrice per Il Gattopardo
  - 1964 – Miglior attrice per La ragazza di Bube
  - 1968 – Candidatura alla miglior attrice per Il giorno della civetta
  - 1972 – Candidatura alla miglior attrice per Bello, onesto, emigrato Australia sposerebbe compaesana illibata
  - 1992 – Grolla d'oro alla carriera
- Mostra del cinema di Venezia
  - 1984 – Premio Pasinetti per Claretta
  - 1993 – Leone d'oro alla carriera
  - 2000 – Premio Pietro Bianchi
- Premio Flaiano per la cinematografia
  - 1998 – Premio internazionale alla carriera
- Taormina Film Fest
  - 1961 – Arancia d'oro alla miglior attrice
  - 2014 – Taormina Arte Award
  - 2018 – Premio Cinematografico delle Nazioni
- Victoires du cinéma français
  - 1963 – Migliore attrice straniera per Il Gattopardo
  - 1964 – Migliore attrice straniera per Il circo e la sua grande avventura

### Altri premi ottenuti
- Monte-Carlo Film Festival de la Comédie
  - 2001 – Premio Speciale
  - 2016 – Premio Monte Carlo alla carriera
- Mostra del cinema di Venezia
  - 2017 – International Lifetime Award
- Premi Lumière
  - 2013 – Premio Lumière Onorario
- Una vita per il cinema
  - 1962 – Medaglia d'oro
- Premio Barocco
  - 2009 – Per il suo contributo all'industria cinematografica
- Festival cinematografico internazionale di Mosca
  - 2011 – Golden Eagle Honor Award
- Festival international du film de Marrakech
  - 2004 – Premio Onorario
- Premio Faraglioni
  - 2000 – Per il cinema
- Women's World Award
  - 2009 – World Tolerance Award
- Premio simpatia
  - 1974 – Oscar Capitolino
- Premio Europeo per la Cultura
  - 2022 – Premio Europeo
- Almería International Short Film Festival
  - 2004 – Premio Almería Tierra de Cine
- Premio Henri Langlois
  - 2006 – vincitrice
- Festival internazionale del cinema di Miskolc
  - 2015 – Premio alla carriera
- Festival Manaki Brothers
  - 2018 – Special Golden Camera 300
- Festa del cinema Ludwigsburg
  - 2003 – Premio per gli attori europei
- Filming Italy Los Angeles 
  - 2019 – Filmig Italy Best Career Award
  - 2019 - The Harmonist 2nd Annual Excellence Award
- Premio Civirazia 
  - 2011 - Napoli per l'eccellenza
- Targa d'Onore a La Goulette 2022[128]
- Premio Rodolfo Valentino
  - 1999 – Premio per l'arte
- Green Movie Award
  - 2016 – per il film Ultima fermata

- Centro Sperimentale di Cinematografia
  - 2007 – Diploma Honoris Causa in recitazione
- EuropaCinema
  - 2002 – Premio di platino
- Transilvania International Film Festival
  - 2009 – Premio alla carriera
- Festival del cinema neorealistico
  - 1976 – Laceno d'oro per la migliore attrice
- Cairo International Film Festival
  - 1976 – Premio Speciale
  - 2015 – Premio Onorario
- Telluride Film Festival
  - 2010 – Medaglia d'argento
- São Paulo International Film Festival
  - 2012 – Premio del produttore
- Laurel Awards
  - 1964 – Candidatura per la migliore star femminile
- Festival del Cinema Europeo
  - 2014 – Ulivo d'oro
- Festival internazionale del cinema di Abu Dhabi
  - 2012 – Premio alla carriera
- Montréal World Film Festival
  - 1990 – "Miglior risultato al cinema" per Atto di dolore
- Almeria Western Film Festival
  - 2018 – Premio Tabernas de Cine
- Sofia International Film Festival
  - 2011 – Sofia Municipality Award
- Photoplay Awards
  - 1972 – Candidatura per la migliore star femminile
- Films Infest
  - 2010 – premio per Diventare italiano con la signora Enrica
  - 2017 – Miglior attrice internazionale
- Maschera d'Argento
  - Maschera d'Argento per il Cinema 1968 – Vinto
- Festival internazionale del cinema di Adalia
  - 2010 – Migliore attrice per Diventare italiano con la signora Enrica
- Bobbio Film Festival
  - 2014 – Gobbo d'Oro
- Sistina Festival Award
  - 2011 – premio

## Doppiatrici italiane
Claudia Cardinale era solita doppiare se stessa in molteplici film di nazionalità italiana ma anche di quella straniera, trascurando tuttavia di farlo in alcuni film americani una volta tornata in patria. Per le sue singolari caratteristiche vocali, agli albori della sua carriera, con una certa regolarità fino al termine degli anni sessanta, più raramente fino al 1979, è stata doppiata in lingua italiana da diverse attrici:
- Rita Savagnone in 3 straniere a Roma, Un maledetto imbroglio, Il bell'Antonio, La viaccia, Senilità, L'affare Blindfold, Né onore né gloria, Piano, piano non t'agitare, Il giorno della civetta, C'era una volta il West, Nell'anno del Signore, La tenda rossa, Fuori il malloppo, I guappi
- Adriana Asti in Vento del Sud, I delfini, La ragazza con la valigia, I leoni scatenati
- Lucia Guzzardi in I soliti ignoti, Audace colpo dei soliti ignoti
- Maria Pia Di Meo in La battaglia di Austerlitz, La Pantera Rosa
- Noemi Gifuni in Ruba al prossimo tuo..., Amici e nemici
- Stefania Romagnoli in Gebo e l'ombra, Rogue City
- Paola Quattrini in La prima notte
- Fiorella Betti in Il magistrato
- Luisella Visconti in Rocco e i suoi fratelli
- Solvejg D'Assunta in Il Gattopardo
- Gabriella Genta in Il circo e la sua grande avventura
- Vittoria Febbi in La salamandra
- Paila Pavese in And Now... Ladies & Gentlemen

## Discografia

### Album
- 1962 - The Four Dreamers
- 1970 - Vive Les Années 70

### Singoli
- 1970 - Keep Up Your Smile, di Frédéric Botton, CBS
- 1971 - Popsy-Pop Song, CBS - estratto dal film Fuori il malloppo
- 1972 - Prairie Woman, Disques 23 - estratto dal film Le pistolere
- 1977 - Love Affair, Emotion Records
- 1977 - Do it Claudia, CBS
- 1977 - Private life, CBS
- 1978 - Sun... I Love You, Disques Ibach
- 1989 - Dors mon enfant, rivisitazione - estratto dal film Blu elettrico
- 1997 - Femmes de légende: Legendary Women
- 2000 - La Femme de la prairie (la donna della prateria)

### Raccolte
- 2010-2011 - Canto Del Dio Nascosto, Le poesie di Karol Wojtyla
  - Sulla tua bianca tomba
  - Stanislao
  - Quando ancora non riuscivo a distinguere tanti profili
  - Comincia il colloquio con me stesso, comincia il colloquio con Dio
  - Rive piene di silenzio
  - Primo istante del corpo adorato
  - Oliveti, deserto della Giudea 
  - Il nome
  - Il negro
  - Ispirazione
  - Canto del sole inesauribile

### Partecipazioni
- 2010 - Dolce vita, feat. Davide Esposito, Peermusic France

## Opere letterarie
- Claudia Cardinale e Anna Maria Mori, Io, Claudia - Tu, Claudia, Milano, Frassinelli, 1995, ISBN 88-7684-337-X.
- Claudia Cardinale e Danièle Georget, Le stelle della mia vita, Casale Monferrato, Edizioni Piemme, 2006, ISBN 88-384-8646-8.
- Claudia Cardinale, Pierluigi on cinema, Photology, 2008, ISBN 8888359176.
- Claudia Cardinale, Ma Tunisie (La mia Tunisia), Parigi, Timée Éditions, 2009, ISBN 978-2-35401-082-9.

## Cittadinanza onoraria
- Il 23 febbraio del 2007 viene insignita a cittadina onoraria, date le sue origini, nel comune di Isola delle Femmine dal sindaco Gaspare Portobello.

- Nel 2010 ci fu una proposta comunale per l'attrice a Favignana nelle Isole Egadi.

- Nel 2015 viene insignita dal sindaco del comune di Palma di Montechiaro in Sicilia, nell'ambito delle attività di promozione del territorio "La strada degli scrittori", come cittadina onoraria per i meriti artistici della trasposizione dell'opera letteraria di Giuseppe Tomasi di Lampedusa, ambientata proprio in questi territori.